# Lista över spel till Playstation Portable
Detta är en lista över spel till Sonys bärbara spelkonsol Playstation Portable (PSP). Listan visar också vilka som har utvecklat och distribuerat spelen, samt de regioner som spelet utgavs i, såsom Europa, USA och Japan. Den visar också om spelen har stöd för AdHoc, WiFi och speldelning.

## Listan
| Speltitel                                                                | Releasedatum      | Utvecklare                      | Utgivare                                     | Spelregioner                    | AdHoc | WiFi | Speldelning |
| ------------------------------------------------------------------------ | ----------------- | ------------------------------- | -------------------------------------------- | ------------------------------- | ----- | ---- | ----------- |
| .Hack//Link                                                              | 4 mars 2010       | CyberConnect2                   | Namco Bandai Games                           | JP                              | Yes   | ?    | No          |
| 2006 FIFA World Cup                                                      | 19 maj 2006       | EA Canada                       | EA Sports                                    | EU, NA, JP                      | No    | No   | No          |
| 2010 FIFA World Cup South Africa                                         | 21 april 2010     | EA Canada                       | EA Sports                                    | NA, AUS, INT                    | 2-5   | 2-3  | No          |
| 300: March to Glory                                                      | 27 februari 2007  | Collision Studios               | Warner Bros.                                 | NA, EU, AUS                     | No    | No   | No          |
| The 3rd Birthday                                                         | 22 december 2010  | HexaDrive                       | Square Enix                                  | JP,NA,EU                        | ?     | ?    | ?           |
| 50 Cent: Bulletproof G-Unit Edition                                      | 29 augusti 2006   | High Voltage Software           | Vivendi Games                                | NA, AUS, EU                     | 2-4   | No   | No          |
| 7 Wonders of the Ancient World                                           | 23 april 2007     | Hot Lava Games                  | MumboJumbo                                   | NA                              | Yes   | No   | No          |
| 7th Dragon 2020                                                          | 23 november 2011  | Imageepoch                      | Sega                                         | JP                              | ?     | ?    | ?           |
| Ace Combat X: Skies of Deception                                         | 23 oktober 2006   | Namco Bandai Games              | Namco Bandai Games                           | NA, EU, JP, AUS                 | 2-4   | No   | No          |
| Ace Combat: Joint Assault                                                | 31 augusti 2010   | Namco Bandai Games              | Namco Bandai Games                           | NA, EU, JP, AUS                 | 2-8   | 2-8  | No          |
| Aces of War                                                              | 22 december 2005  | Taito Corporation               | Taito / 505 Games                            | JP, EU, AUS                     | No    | No   | No          |
| Activision Hits: Remixed                                                 | 8 november 2006   | Digital Eclipse                 | Activision                                   | NA, EU, AUS                     | 2     | No   | Yes         |
| Adventures to Go                                                         | 27 oktober 2009   | Global A Entertainment          | Natsume                                      | NA                              | ?     | ?    | ?           |
| Aedis Eclipse: Generation of Chaos                                       | 25 maj 2006       | Idea Factory                    | Nippon Ichi Software                         | JP, NA                          | No    | No   | No          |
| AFL Challenge                                                            | 10 september 2009 | Wicked Witch Software           | SCEE                                         | AUS                             | No    | No   | No          |
| After Burner: Black Falcon                                               | 20 mars 2007      | Planet Moon Studios             | Sega                                         | NA, EU, AUS                     | 2-4   | No   | No          |
| Air Conflicts: Aces of World War II                                      | 14 april 2009     | Cowboy Rodeo                    | Graffiti Entertainment                       | NA                              | 2-8   | No   | Yes         |
| Alien Syndrome                                                           | 24 juni 2007      | Totally Games                   | Sega                                         | NA, EU, AUS                     | 2-4   | No   | No          |
| Aliens vs. Predator: Requiem                                             | 13 november 2007  | Rebellion Developments          | Sierra Entertainment                         | NA, EU, AUS                     | 2     | No   | No          |
| Ape Academy 2                                                            | 15 december 2005  | Shift                           | SCEI / SCEE / SCEI                           | JP, EU, AUS                     | 2-4   | No   | Yes         |
| Ape Escape Academy Ape Academy                                           | 30 december 2004  | SCEI                            | SCEI / SCEE / SCEA                           | JP, EU, NA                      | 2-4   | No   | No          |
| Ape Escape: On the Loose Ape Escape P                                    | 17 mars 2005      | SCEA                            | SCEI / SCEA / SCEE                           | JP, NA, EU                      | 2     | No   | No          |
| Ape Quest (PSN)                                                          | 10 januari 2008   | SCE Japan Studio                | SCEA / SCEE                                  | NA, EU                          | No    | No   | No          |
| Archer Maclean's Mercury                                                 | 6 april 2005      | Awesome Studios                 | Ignition / SCEI                              | NA, JP, EU                      | 2     | 2    | No          |
| Armored Core: Formula Front                                              | 12 december 2004  | From Software                   | From / Agetec / 505                          | JP, NA, EU                      | 2     | No   | No          |
| Army of Two: The 40th Day                                                | 8 januari 2010    | EA Montreal                     | Electronic Arts                              | EU, NA, AUS                     | 2     | No   | No          |
| Arthur and the Invisibles Arthur and the Minimoys                        | 18 maj 2006       | Étranges Libellules             | Atari                                        | AUS, EU                         | No    | No   | No          |
| Asphalt: Urban GT 2                                                      | 22 mars 2007      | Gameloft                        | Ubisoft                                      | AUS, EU                         | 2-4   | No   | No          |
| Assassin's Creed: Bloodlines                                             | 17 november 2009  | Griptonite Games                | Ubisoft                                      | EU, NA, AUS, JP                 | ?     | No   | No          |
| Asterix & Obelix XXL 2 - Mission: Wifix                                  | 17 november 2006  | Étranges Libellules             | Atari                                        | EU                              | 2     | No   | No          |
| Astro Boy: The Video Game                                                | 20 oktober 2009   | High Voltage Software           | D3 Publisher                                 | JP, NA, EU                      | ?     | ?    | ?           |
| Astonishia Story                                                         | 6 juni 2006       | Sonnori                         | Ubisoft / Compile Heart                      | NA, EU, AUS, JP                 | No    | No   | No          |
| Atari Classics Evolved                                                   | 19 december 2007  | Stainless Games                 | Atari                                        | NA, AUS                         | 2     | No   | No          |
| ATV Offroad Fury Pro                                                     | 26 oktober 2006   | Climax Group                    | SCEA / SCEE                                  | NA, EU, AUS                     | 2-4   | 2-4  | No          |
| ATV Offroad Fury: Blazin' Trails                                         | 19 april 2005     | Climax Group                    | SCEA / SouthPeak                             | NA, EU                          | 2-4   | 2-4  | No          |
| Avatar: The Last Airbender Avatar: The Legend of Aang                    | 10 oktober 2006   | THQ Studio Australia            | THQ                                          | NA, EU                          | No    | No   | No          |
| B-Boy                                                                    | 29 september 2006 | FreeStyleGames                  | SCEE / SouthPeak Interactive                 | EU, AUS, NA                     | 2-4   | No   | No          |
| Barnyard Blast                                                           | 12 juni 2009      | Sanuk Games                     | Destination Software                         | EU                              | No    | No   | No          |
| BattleZone                                                               | 6 november 2006   | Paradigm Entertainment          | Atari                                        | NA, AUS, EU                     | 2-4   | No   | No          |
| Beaterator                                                               | 29 september 2009 | Rockstar Leeds                  | Rockstar Games                               | NA, EU                          | No    | No   | No          |
| Beats (PSN)                                                              | 7 december 2007   | SCE London Studio               | SCEA / SCEI                                  | NA, JP                          | 2-4   | No   | No          |
| Ben 10: Alien Force                                                      | 28 oktober 2008   | Monkey Bar Games                | D3 Publisher                                 | NA, AUS, EU                     | No    | No   | No          |
| Ben 10 Alien Force: Vilgax Attacks                                       | 27 oktober 2009   | D3 Publisher                    | D3 Publisher                                 | NA, EU                          | ?     | ?    | ?           |
| Ben 10: Protector of Earth                                               | 30 oktober 2007   | High Voltage Software           | D3 Publisher                                 | NA, EU                          | No    | No   | No          |
| Ben 10 Ultimate Alien: Cosmic Destruction                                | 5 oktober 2010    | Papaya Studio                   | D3 Publisher                                 | NA, AUS, EU                     | ?     | ?    | ?           |
| Beowulf: The Game                                                        | 4 december 2007   | Ubisoft                         | Ubisoft                                      | NA, AUS, EU                     | No    | No   | No          |
| Beyond the Future Fix: The Time Arrow                                    | 1 december 2011   | 5pb.                            | 5pb.                                         | JP                              | ?     | ?    | ?           |
| Metal Fight Beyblade Portable: Chouzetsu Tensei! Vulcan Horuseus         | 21 oktober 2010   | Takara Tomy                     |                                              | JP                              | ?     | ?    | ?           |
| The Bigs                                                                 | 25 juni 2007      | Blue Castle Games               | 2K Sports                                    | NA                              | 2     | No   | No          |
| The Bigs 2                                                               | 7 juli 2009       | Blue Castle Games               | 2K Sports                                    | NA                              | No    | No   | No          |
| Blade Dancer: Lineage of Light                                           | 2 mars 2006       | Hitmaker                        | Nippon Ichi Software                         | JP, NA, EU, AUS                 | 2-4   | No   | No          |
| BlazBlue: Calamity Trigger Portable                                      | 25 februari 2010  | Arc System Works                | Arc System Works / Aksys Games               | JP, NA, EU, AUS                 | 2     | No   | No          |
| BlazBlue: Continuum Shift II                                             | 31 mars 2011      | Arc System Works                | Arc System Works / Aksys Games               | JP, NA, EU                      | 2-4   | ?    | ?           |
| Bleach: Heat the Soul                                                    | 24 mars 2005      | Eighting                        | SCEI                                         | JP                              | 2     | ?    | ?           |
| Bleach: Heat the Soul 2                                                  | 1 september 2005  | Eighting                        | SCEI                                         | JP                              | 2     | ?    | ?           |
| Bleach: Heat the Soul 3                                                  | 20 juli 2006      | Eighting                        | SCEI                                         | JP                              | 2     | ?    | ?           |
| Bleach: Heat the Soul 4                                                  | 24 maj 2007       | Eighting                        | SCEI                                         | JP                              | 2     | ?    | ?           |
| Bleach: Heat the Soul 5                                                  | 15 maj 2008       | Eighting                        | SCEI                                         | JP                              | 2     | ?    | ?           |
| Bleach: Heat the Soul 6                                                  | 14 maj 2009       | Eighting                        | SCEI                                         | JP                              | 2     | ?    | ?           |
| Bleach: Soul Carnival                                                    | 23 oktober 2008   | Eighting                        | SCEI                                         | JP                              | No    | No   | ?           |
| Bleach: Soul Carnival 2                                                  | 10 december 2009  | Eighting                        | SCEI                                         | JP                              | ?     | ?    | ?           |
| Bliss Island                                                             | 8 december 2006   | PomPom Games                    | Codemasters                                  | EU, AUS                         | No    | No   | No          |
| Blitz: Overtime                                                          | 12 december 2006  | Midway Games                    | Midway Games                                 | NA                              | 2     | No   | No          |
| Blokus Portable: Steambot Championship                                   | 21 september 2006 | Irem                            | Irem / Majesco Entertainment                 | JP, NA, EU                      | 2-16  | No   | Yes         |
| Blood+: Final Piece                                                      | 7 september 2006  | SCEI                            | Sony Entertainment                           | JP                              | ?     | ?    | ?           |
| Blood Bowl                                                               | 21 september 2006 | Cyanide Studios                 | Irem / Majesco Entertainment                 | JP, NA, EU                      | 2-16  | Yes  | No          |
| Bomberman                                                                | 20 juli 2006      | Hudson Soft                     | Hudson Soft / Konami                         | JP, NA, EU, AUS                 | 2-4   | No   | Yes         |
| Bomberman Land                                                           | 21 mars 2007      | Hudson Soft                     | Hudson Soft                                  | JP, NA, EU, AUS                 | 2-4   | No   | Yes         |
| Boulder Dash: Rocks!                                                     | 28 mars 2008      | 10tacle Studios                 | Electronic Arts                              | EU                              | 2     | No   | No          |
| Boku wa Tomodachi ga Sukunai Portable                                    | 23 februari 2012  | Namco Bandai Games              | Namco Bandai Games                           | JP                              | ?     | ?    | ?           |
| Bounty Hounds                                                            | 13 september 2006 | XPEC Entertainment              | Namco Bandai Games                           | NA, JP                          | 2     | No   | Yes         |
| Brave Story: New Traveler                                                | 6 juli 2006       | Game Republic                   | SCEI / Xseed Games                           | JP, NA                          | 2     | No   | Yes         |
| Breath of Fire III                                                       | 25 augusti 2005   | Capcom                          | Capcom                                       | JP, EU                          | No    | No   | No          |
| Brian Lara 2007 Pressure Play Ricky Ponting 2007 Pressure Play           | 31 augusti 2007   | Codemasters                     | Codemasters                                  | EU, AUS                         | 2     | No   | No          |
| Brooktown High                                                           | 22 maj 2007       | Backbone Entertainment          | Konami                                       | NA                              | No    | No   | No          |
| Brothers in Arms: D-Day                                                  | 7 november 2006   | Ubisoft                         | Ubisoft                                      | AUS, NA, EU                     | 2     | No   | No          |
| Brunswick Pro Bowling                                                    | 28 augusti 2007   | Point of View, Inc.             | Crave Entertainment                          | NA, EU, AUS                     | 2-4   | No   | No          |
| Bubble Bobble Evolution                                                  | 31 augusti 2006   | Opus                            | Codemasters                                  | JP, EU, AUS, NA                 | 2-4   | No   | No          |
| Burnout Dominator                                                        | 6 mars 2007       | Criterion Games                 | Electronic Arts                              | NA, AUS, EU, JP                 | 2-6   | No   | No          |
| Burnout Legends                                                          | 13 september 2005 | Criterion Games                 | Electronic Arts                              | NA, EU, JP                      | 2-4   | No   | Yes         |
| Bust-A-Move Deluxe Bust-A-Move Ghost                                     | 23 mars 2006      | Taito Corporation               | Taito / 505 Games / Majesco                  | JP, AUS, EU, NA                 | 2     | No   | No          |
| Buzz!: Brain Bender                                                      | 28 november 2008  | Relentless Software             | SCEE                                         | EU, AUS                         | No    | No   | No          |
| Buzz!: Brain of the UK Buzz!: Brain of OZ                                | 26 mars 2009      | Relentless Software             | SCEE                                         | AUS, EU                         | No    | No   | Yes         |
| Buzz!: Master Quiz                                                       | 25 juli 2008      | Relentless Software             | SCEE / SCEA                                  | EU, AUS, NA                     | 2-6   | No   | Yes         |
| Buzz!: Quiz World                                                        | 17 december 2009  | Curve Studios                   | SCEE                                         | EU, AUS, NA                     | 2-4   | 2-4  | Yes         |
| Buzz!: The Ultimate Music Quiz                                           | 22 oktober 2010   | Relentless Software             | SCEE                                         | EU                              | 2-4   | 2-4  | Yes         |
| Cabela's African Safari                                                  | 17 oktober 2006   | Activision Value                | Activision Value                             | NA                              | No    | No   | No          |
| Cabela's Dangerous Hunts: Ultimate Challenge                             | 4 april 2006      | FUN Labs                        | Activision                                   | NA, AUS                         | No    | No   | No          |
| Cabela's Legendary Adventures                                            | 9 september 2008  | Activision                      | Activision                                   | NA                              | No    | No   | No          |
| Cake Mania: Baker's Challenge                                            | 23 oktober 2008   | Sandlot Games                   | Destineer                                    | NA                              | No    | No   | No          |
| Call of Duty: Roads to Victory                                           | 13 mars 2007      | Amaze Entertainment             | Activision                                   | NA, EU, AUS                     | 2-6   | No   | No          |
| Capcom Classics Collection Reloaded                                      | 7 september 2006  | Capcom                          | Capcom                                       | JP, NA, EU, AUS                 | 2-3   | No   | Yes         |
| Capcom Classics Collection Remixed                                       | 22 mars 2006      | Digital Eclipse                 | Capcom                                       | NA, EU                          | 2-4   | No   | No          |
| Capcom Puzzle World                                                      | 6 februari 2007   | Capcom                          | Capcom                                       | NA, AUS, EU                     | 2     | No   | No          |
| Carol Vorderman's Sudoku                                                 | 25 augusti 2006   | Empire Interactive              | Eidos Interactive                            | EU, NA                          | 2     | No   | No          |
| Cars                                                                     | 6 juni 2006       | Locomotive Games                | THQ                                          | NA, JP, EU                      | 2-4   | No   | No          |
| Cars Race-O-Rama                                                         | 12 oktober 2009   | THQ                             | THQ                                          | NA                              | ?     | ?    | ?           |
| Castlevania: Symphony of the Night (PSN)                                 | 19 juli 2007      | Konami                          | SCEA                                         | NA                              | No    | No   | No          |
| Castlevania: The Dracula X Chronicles                                    | 23 oktober 2007   | Konami                          | Konami                                       | NA, JP, EU, AUS                 | 2     | No   | No          |
| Chameleon Kameleon                                                       | 19 januari 2006   | Starfish                        | Tommo Inc. / 505 Games / UFO                 | JP, EU, NA                      | 2     | No   | Yes         |
| Championship Manager                                                     | 9 december 2005   | Gusto Games                     | Eidos Interactive                            | EU                              | No    | No   | No          |
| Championship Manager 2006                                                | 7 april 2006      | Beautiful Game Studios          | Eidos Interactive                            | EU                              | No    | No   | No          |
| Championship Manager 2007                                                | 16 mars 2007      | Beautiful Game Studios          | Eidos Interactive                            | EU, AUS                         | 2     | No   | No          |
| Chaos;Head Noah                                                          | 24 juni 2010      | 5pb. / Nitroplus                | 5pb.                                         | JP                              | ?     | ?    | ?           |
| Chessmaster: The Art of Learning                                         | 12 februari 2008  | Ubisoft                         | Ubisoft                                      | NA, AUS, EU                     | 2     | No   | No          |
| Chili Con Carnage                                                        | 16 februari 2007  | Deadline Games                  | Eidos Interactive                            | EU, AUS, NA                     | 2     | No   | No          |
| CID The Dummy                                                            | 17 april 2009     | Twelve Interactive              | Oxygen Games                                 | EU, NA                          | No    | No   | No          |
| Cladun: This is an RPG                                                   | 21 september 2010 | Nippon Ichi Software            | Nippon Ichi Software                         | JP, NA                          | ?     | ?    | Yes         |
| Class of Heroes                                                          | 26 juni 2008      | Zerodiv                         | Acquire / Atlus                              | JP, NA                          | No    | No   | Yes         |
| Cloudy with a Chance of Meatballs                                        | 11 september 2009 | Ubisoft                         | Ubisoft                                      | EU, NA                          | No    | No   | No          |
| Code Lyoko: Quest for Infinity                                           | 21 juli 2008      | Neko Entertainment              | The Game Factory                             | NA                              | 2     | No   | No          |
| Coded Arms                                                               | 23 juni 2005      | Konami                          | Konami                                       | JP, NA, EU                      | 2-4   | No   | No          |
| Coded Arms: Contagion                                                    | 18 september 2007 | Creat Studios                   | Konami                                       | NA, JP, EU, AUS                 | 2-8   | 2-8  | No          |
| Colin McRae Rally 2005                                                   | 1 september 2005  | Six By Nine                     | Codemasters                                  | EU, JP                          | 2-8   | No   | No          |
| Colin McRae: Dirt 2 Dirt 2                                               | 8 september 2009  | Sumo Digital                    | Codemasters                                  | NA, EU, AUS                     | 2-4   | No   | Yes         |
| Command & Conquer (PSN)                                                  | 24 april 2008     | Westwood Studios                | SCEE                                         | EU                              | No    | No   | No          |
| Command & Conquer: Red Alert (PSN)                                       | 24 april 2008     | Westwood Studios                | SCEE                                         | EU                              | No    | No   | No          |
| The Con                                                                  | 18 oktober 2005   | SCEA                            | SCEA / Ertain / SouthPeak Interactive / SCEE | NA, JP, AUS, EU                 | 2     | No   | Yes         |
| Cool Boarders (PSN)                                                      | 4 oktober 2006    | 989 Studios                     | SCEA / SCEE                                  | NA, EU                          | No    | No   | No          |
| Corpse Party: Blood Covered Repeated Fear                                | 12 augusti 2010   | Team GrisGris / 5pb.            | 5pb. / Xseed Games                           | NA, EU, JP                      | No    | No   | No          |
| Corpse Party: Book of Shadows                                            | 1 september 2011  | Team GrisGris / 5pb.            | 5pb.                                         | JP                              | No    | No   | No          |
| Crash Bandicoot (PSN)                                                    | 3 maj 2006        | Naughty Dog                     | SCEA / SCEE                                  | NA, EU                          | No    | No   | No          |
| Crash Bandicoot 2: Cortex Strikes Back (PSN)                             | 10 januari 2008   | Naughty Dog                     | SCEA / SCEE                                  | NA, EU                          | No    | No   | No          |
| Crash Bandicoot 3: Warped (PSN)                                          | 7 februari 2008   | Naughty Dog                     | SCEA / SCEE                                  | NA, EU                          | No    | No   | No          |
| Crash of the Titans                                                      | 16 oktober 2007   | SuperVillain Studios            | Sierra Entertainment                         | NA, AUS, EU                     | 2-4   | No   | No          |
| Crash Tag Team Racing                                                    | 10 november 2005  | Radical Entertainment           | Vivendi Games                                | NA, EU, JP                      | 2-8   | No   | No          |
| Crash: Mind over Mutant                                                  | 21 oktober 2008   | Radical Entertainment           | Activision                                   | NA, AUS, EU                     | No    | No   | No          |
| Crash Team Racing (PSN)                                                  | 18 oktober 2007   | Naughty Dog                     | SCEE / SCEI                                  | EU, JP                          | No    | No   | No          |
| Crazy Taxi: Fare Wars                                                    | 7 augusti 2007    | Sniper Studios                  | Sega                                         | NA, AUS, EU, JP                 | 2     | No   | No          |
| Crimson Gem Saga                                                         | 23 oktober 2008   | Matrix Software                 | Atlus                                        | JP, NA                          | No    | No   | No          |
| Crisis Core: Final Fantasy VII                                           | 13 september 2007 | Square Enix                     | Square Enix                                  | JP, NA, AUS, EU                 | No    | No   | No          |
| Crush                                                                    | 25 maj 2007       | Zoë Mode                        | Sega                                         | EU, NA, AUS                     | No    | No   | No          |
| Cube Cube: 3D Puzzle Mayhem                                              | 30 april 2007     | Metia Interactive               | D3 Publisher                                 | NA, JP, EU                      | 2     | No   | Yes         |
| Danganronpa: Trigger Happy Havoc                                         | 25 november 2010  | Spike Chunsoft                  | Spike Chunsoft                               | JP NA, EU (endast Vita-version) | ?     | ?    | No          |
| Danganronpa 2: Goodbye Despair                                           | 26 juni 2012      | Spike Chunsoft                  | Spike Chunsoft                               | JP NA, EU (endast Vita-version) | ?     | ?    | No          |
| Darius Burst                                                             | 24 december 2009  | Taito Corporation               | Taito Corporation                            | JP                              | 1     | ?    | ?           |
| Darkstalkers Chronicle: The Chaos Tower                                  | 12 december 2004  | Capcom                          | Capcom                                       | JP, NA, EU                      | 2-4   | No   | No          |
| Dave Mirra BMX Challenge                                                 | 2 november 2006   | Left Field Productions          | Crave Entertainment                          | NA, EU, AUS                     | 2-4   | No   | No          |
| Dante's Inferno                                                          | 9 februari 2010   | Visceral Games                  | Electronic Arts                              | NA, EU, AUS                     | No    | No   | No          |
| Daxter                                                                   | 14 mars 2006      | Ready at Dawn                   | SCEA / SCEE                                  | NA, EU, AUS                     | 2     | No   | No          |
| Dead Head Fred                                                           | 28 augusti 2007   | Vicious Cycle Software          | D3 Publisher                                 | NA, EU, AUS, JP                 | No    | No   | No          |
| Dead to Rights: Reckoning                                                | 28 juni 2005      | Namco                           | Namco                                        | NA, EU                          | 2-4   | No   | No          |
| Death Jr.                                                                | 16 augusti 2005   | Backbone Entertainment          | Konami                                       | NA, EU                          | No    | No   | No          |
| Death Jr. II: Root of Evil                                               | 31 oktober 2006   | Backbone Entertainment          | Konami                                       | NA, EU, AUS                     | 2     | No   | No          |
| Def Jam Fight for NY: The Takeover                                       | 29 augusti 2006   | AKI Corporation                 | Electronic Arts                              | NA, EU                          | 2     | No   | No          |
| Desi Adda (PSP/PS2)                                                      | 23 oktober 2009   | Gameshastra Hyderabad           | SCEA / SCEE / SCEI                           | EU, NA, JP                      | No    | No   | No          |
| Despicable Me: The Game                                                  | 6 juli 2010       | Vicious Cycle Software          | D3 Publisher                                 | EU, NA                          | No    | No   | No          |
| Destruction Derby (PSN)                                                  | 3 maj 2007        | Ubisoft Reflections             | SCEA / SCEE / SCEI                           | EU, NA, JP                      | No    | No   | No          |
| Diabolik: The Original Sin                                               | 28 augusti 2009   | Artematica                      | Black Bean Games                             | EU                              | No    | No   | No          |
| Diner Dash: Sizzle & Serve                                               | 22 maj 2007       | PlayFirst                       | Eidos Interactive                            | EU, AUS, NA                     | 2     | No   | No          |
| Disgaea: Afternoon of Darkness                                           | 30 november 2006  | Nippon Ichi Software            | Nippon Ichi Software                         | JP, NA, EU, AUS                 | 2     | No   | No          |
| Disgaea 2: Dark Hero Days                                                | 8 september 2009  | Nippon Ichi Software            | Nippon Ichi Software                         | JP, NA                          | No    | No   | No          |
| Dissidia 012 Final Fantasy                                               | 11 mars 2011      | Square Enix                     | Square Enix                                  | JP, NA, EU                      | 2-10  | No   | No          |
| Dissidia: Final Fantasy                                                  | 17 december 2008  | Square Enix                     | Square Enix                                  | JP, NA, AUS, EU                 | 2     | No   | No          |
| DJ Max Fever                                                             | 8 november 2008   | Pentavision                     | PM Studios                                   | EU, NA                          | 2     | No   | No          |
| DJMax Portable 3                                                         | 14 oktober 2010   | Pentavision                     | CyberFront / PM Studios                      | JP, NA                          | ?     | ?    | ?           |
| The Dog: Happy Life                                                      | 27 april 2006     | Yuke's                          | Yuke's                                       | JP                              | 1     | ?    | ?           |
| Downstream Panic!                                                        | 5 februari 2008   | Eko Software                    | Atari                                        | NA, AUS                         | No    | No   | No          |
| Dragon Ball Z: Shin Budokai                                              | 7 mars 2006       | Dimps                           | Atari                                        | NA, JP, EU                      | 2     | No   | No          |
| Dragon Ball Z: Shin Budokai - Another Road Dragon Ball Z: Shin Budokai 2 | 20 mars 2007      | Dimps                           | Atari                                        | NA, JP, EU, AUS                 | 2     | No   | No          |
| Dragonball Evolution                                                     | 19 mars 2009      | Dimps                           | Namco Bandai Games                           | JP, NA, EU                      | 2     | No   | No          |
| Dragon Ball Z: Tenkaichi Tag Team                                        | 30 september 2010 | Spike                           | Namco Bandai                                 | JP, NA, AUS, EU                 | Yes   | No   | No          |
| Dragoneer's Aria                                                         | 21 augusti 2007   | Hitmaker                        | NIS / Koei                                   | NA, JP, EU, AUS                 | 2-4   | No   | No          |
| Driver (PSN)                                                             | 14 augusti 2008   | Ubisoft Reflections             | GT Interactive                               | EU                              | No    | No   | No          |
| Driver 76                                                                | 8 maj 2007        | Sumo Digital                    | Ubisoft                                      | NA, AUS, EU                     | 2     | No   | Yes         |
| Dungeon Explorer: Warriors of Ancient Arts                               | 15 november 2007  | Hudson Soft                     | Hudson Soft                                  | JP, NA, EU                      | 2-3   | No   | Yes         |
| Dungeon Maker: Hunting Ground                                            | 28 september 2006 | Global A Entertainment          | Xseed Games                                  | JP, NA                          | 2     | No   | No          |
| Dungeon Maker II: The Hidden War                                         | 6 december 2007   | Global A Entertainment          | UFO Interactive Games                        | JP, NA                          | 2     | No   | No          |
| Dungeon Siege: Throne of Agony                                           | 30 oktober 2006   | SuperVillain Studios            | 2K Games                                     | NA, EU, AUS                     | 2     | No   | No          |
| Dungeons & Dragons Tactics                                               | 14 augusti 2007   | Kuju Entertainment              | Atari                                        | NA, AUS, EU                     | 2-5   | No   | No          |
| Dynasty Warriors                                                         | 16 december 2004  | Omega Force                     | Koei                                         | JP, NA, EU                      | No    | No   | No          |
| Dynasty Warriors Vol. 2                                                  | 23 mars 2006      | Omega Force                     | Koei                                         | JP, NA, EU, AUS                 | 2-4   | No   | No          |
| Dynasty Warriors: Strikeforce                                            | 26 februari 2009  | Omega Force                     | Koei                                         | JP, NA, EU, AUS                 | 2-4   | No   | No          |
| EA Replay                                                                | 14 november 2006  | EA Canada                       | Electronic Arts                              | NA, AUS, EU                     | 2     | No   | No          |
| Echochrome                                                               | 19 mars 2008      | SCE Japan Studio                | SCEI / SCEA / SCEE                           | JP, NA, EU, AUS                 | No    | No   | No          |
| Echoshift                                                                | 1 november 2009   | Artoon                          | SCEI / SCEA / SCEE                           | JP, NA, EU                      | No    | No   | No          |
| Eragon                                                                   | 14 november 2006  | Amaze Entertainment             | Vivendi Games                                | NA, EU, AUS                     | 2-4   | No   | Yes         |
| Every Extend Extra                                                       | 13 augusti 2006   | Q Entertainment                 | Namco Bandai Games / Buena Vista Games       | JP, NA, AUS, EU                 | 2     | No   | Yes         |
| Everybody's Golf Hot Shots Golf: Open Tee                                | 12 december 2004  | Clap Hanz                       | SCEI / SCEA / SCEE                           | JP, NA, EU, AUS                 | 2-8   | No   | No          |
| Everybody's Golf 2 (PSN) Hot Shots Golf 2                                | 22 november 2006  | Clap Hanz                       | SCEI / SCEA / SCEE                           | JP, NA, EU, AUS                 | No    | No   | No          |
| Everybody's Golf Portable 2 Hot Shots Golf: Open Tee 2                   | 6 december 2007   | Clap Hanz                       | SCEI / SCEA / SCEE                           | JP, NA, EU, AUS                 | 2-8   | 2-16 | No          |
| Everyday Shooter (PSN) Riff: Everyday Shooter                            | 4 december 2008   | Queasy Games                    | SCEA / SCEE                                  | NA, EU                          | No    | No   | No          |
| Exit                                                                     | 15 december 2005  | Taito Corporation               | Taito / Ubisoft                              | JP, NA, AUS, EU                 | No    | No   | No          |
| Exit 2                                                                   | 7 september 2006  | Taito Corporation               | Taito / 505 Games                            | JP, AUS, EU                     | No    | No   | No          |
| F1 Grand Prix                                                            | 1 september 2005  | Traveller's Tales               | SCEE / SCEI                                  | EU, JP                          | 2-8   | No   | No          |
| EyePet                                                                   | 2 november 2010   | SCE London Studio               | Sony Computer Entertainment                  | NA, AUS, EU                     | No    | No   | No          |
| Fade to Black (PSN)                                                      | 31 januari 2008   | Delphine Software International | SCEE                                         | EU                              | No    | No   | No          |
| Fading Shadows                                                           | 7 mars 2008       | Ivolgamus                       | Agetec                                       | EU, NA                          | 2     | No   | No          |
| Family Guy                                                               | 16 oktober 2006   | High Voltage Software           | 2K Games                                     | NA, AUS, EU                     | 2     | No   | No          |
| The Fast and the Furious                                                 | 24 april 2007     | Eutechnyx                       | Namco Bandai Games                           | NA, EU, AUS                     | 2-4   | No   | No          |
| Fate/Extra                                                               | 1 november 2011   | Image Epoch                     | Marvelous Entertainment / Aksys Games        | JP, NA                          | ?     | ?    | ?           |
| Fate/Unlimited Codes                                                     | 3 september 2009  | Eighting                        | Capcom                                       | JP, NA, EU                      | 2     | No   | No          |
| Field Commander                                                          | 23 maj 2006       | Sony Online Entertainment       | Sony Online Entertainment                    | NA, AUS, EU                     | 2     | 2    | Yes         |
| FIFA 06                                                                  | 11 oktober 2005   | EA Canada                       | EA Sports                                    | NA, EU, JP                      | 2-4   | 2-4  | No          |
| FIFA 07                                                                  | 25 september 2006 | EA Canada                       | EA Sports                                    | AUS, EU, NA, JP                 | 2     | 2    | No          |
| FIFA 08                                                                  | 27 september 2007 | EA Canada                       | EA Sports                                    | AUS, EU, NA                     | 2     | 2    | No          |
| FIFA 09                                                                  | 2 oktober 2008    | EA Canada                       | EA Sports                                    | AUS, EU, NA, JP                 | 2     | 2    | No          |
| FIFA 10                                                                  | 2 oktober 2009    | EA Canada                       | EA Sports                                    | AUS ,EU, JP                     | 2     | 2    | No          |
| FIFA 11                                                                  | 28 september 2010 | EA Canada                       | EA Sports                                    | NA, AUS, EU                     | ?     | No   | ?           |
| FIFA Soccer                                                              | 25 april 2005     | EA Canada                       | EA Sports                                    | NA, EU                          | 2     | No   | No          |
| FIFA Street 2                                                            | 28 februari 2006  | EA Canada                       | EA Sports BIG                                | NA, EU, JP                      | 2     | No   | No          |
| Fight Night Round 3                                                      | 20 februari 2006  | EA Chicago                      | EA Sports                                    | NA, EU                          | 2     | 2    | No          |
| Final Armada                                                             | 17 augusti 2007   | I-Imagine                       | Virgin Play                                  | EU                              | 2-4   | No   | No          |
| Final Fantasy                                                            | 19 april 2007     | Square Enix                     | Square Enix                                  | JP, NA, EU, AUS                 | No    | No   | No          |
| Final Fantasy II                                                         | 7 juni 2007       | Square Enix                     | Square Enix                                  | JP, NA, EU, AUS                 | No    | No   | No          |
| Final Fantasy IV: The Complete Collection                                | 19 april 2011     | Square Enix                     | Square Enix                                  | JP, NA, EU, AUS                 | No    | No   | No          |
| Final Fantasy Tactics: The War of the Lions                              | 10 maj 2007       | Square Enix                     | Square Enix                                  | JP, EU, AUS, NA                 | 2     | No   | No          |
| Final Fantasy Type-0                                                     | 27 oktober 2011   | Square Enix                     | Square Enix                                  | JP                              | ?     | 3    | ?           |
| Fired Up                                                                 | 1 september 2005  | SCE London Studio               | SCEE                                         | EU                              | 2-8   | No   | Yes         |
| FlatOut: Head On                                                         | 12 mars 2008      | Six By Nine                     | Empire Interactive                           | AUS, EU, NA                     | 2-8   | 2-4  | No          |
| Flow                                                                     | 6 mars 2008       | SuperVillain Studios            | SCEA / SCEE / SCEI                           | NA, EU, JP                      | 2-4   | No   | No          |
| Football Manager Handheld                                                | 13 april 2006     | Sports Interactive              | Sega                                         | EU                              | No    | No   | No          |
| Football Manager Handheld 2007                                           | 1 december 2006   | Sports Interactive              | Sega                                         | EU, AUS                         | 2     | No   | No          |
| Football Manager Handheld 2008                                           | 29 november 2007  | Sports Interactive              | Sega                                         | AUS, EU                         | 2     | No   | No          |
| Football Manager Handheld 2009                                           | 13 november 2008  | Sports Interactive              | Sega                                         | AUS, EU                         | 2     | No   | No          |
| Ford Bold Moves Street Racing                                            | 17 oktober 2006   | Razorworks                      | Eidos / Xplosiv                              | NA, EU                          | 2     | No   | No          |
| Ford Racing: Off Road Off Road                                           | 20 mars 2008      | Razorworks                      | Empire Interactive                           | EU, NA                          | 2-6   | No   | No          |
| Formula One 06                                                           | 28 juli 2006      | SCE Studio Liverpool            | SCEE / SCEI                                  | EU, JP                          | No    | No   | No          |
| Frantix                                                                  | 19 september 2005 | Killer Game                     | Sony Platform Publishing / SOE / Ubisoft     | NA, EU, JP                      | No    | No   | No          |
| Freak Out: Extreme Freeride                                              | 26 oktober 2007   | Coldwood Interactive            | JoWooD Productions                           | EU                              | No    | No   | No          |
| Free Running                                                             | 5 april 2007      | Core Design                     | Eidos Interactive                            | AUS, EU                         | 2     | No   | No          |
| Frogger: Helmet Chaos                                                    | 29 september 2005 | Konami                          | Konami                                       | NA, EU                          | 2-4   | No   | No          |
| From Russia With Love                                                    | 3 april 2006      | Rebellion Developments          | Electronic Arts                              | NA, EU, JP                      | 2-6   | No   | No          |
| Frontier Gate                                                            | 22 december 2011  | tri-Ace                         | Konami                                       | JP                              | ?     | ?    | ?           |
| Full Auto 2: Battlelines                                                 | 20 mars 2007      | Deep Fried Entertainment        | Sega                                         | NA, AUS, EU                     | 2-4   | No   | No          |
| G-Force                                                                  | 21 juli 2009      | Eurocom                         | Disney Interactive Studios                   | NA, EU                          | No    | No   | No          |
| G.I. Joe: The Rise of Cobra                                              | 4 augusti 2009    | Electronic Arts                 | Electronic Arts                              | NA, AUS, EU                     | No    | No   | No          |
| G-Police (PSN)                                                           | 22 november 2007  | Psygnosis                       | SCEE                                         | EU                              | No    | No   | No          |
| Gangs of London                                                          | 1 september 2006  | Team Soho                       | SCEE / SCEA                                  | EU, AUS, NA                     | 2-5   | No   | No          |
| Gangsters Ride                                                           | 24 augusti 2007   | G2 Games                        | G2 Games                                     | EU                              | No    | No   | No          |
| Generation of Chaos                                                      | 31 mars 2005      | Idea Factory                    | Nippon Ichi Software                         | JP, NA, EU, AUS                 | No    | No   | No          |
| Genso Suikoden: Tsumugareshi Hyakunen no Toki                            | 9 februari 2012   | Konami                          | Konami                                       | JP                              | ?     | ?    | ?           |
| Ghost in the Shell: Stand Alone Complex                                  | 15 september 2005 | G-artists                       | SCEI / Atari / Bandai                        | JP, EU, NA                      | 2-6   | No   | No          |
| Ghost Rider                                                              | 13 februari 2007  | Climax Group                    | 2K Games                                     | NA, AUS, EU                     | 2-4   | No   | Yes         |
| Gitaroo Man Lives!                                                       | 8 juni 2006       | iNiS                            | Koei                                         | JP, EU, AUS, NA                 | 2     | No   | No          |
| Go! Puzzle                                                               | 7 januari 2008    | Zoonami                         | SCEA                                         | NA                              | 2     | 2-4  | Yes         |
| Go! Sudoku                                                               | 2 december 2005   | Sumo Digital                    | Ubisoft                                      | EU, NA, JP                      | 2-4   | No   | Yes         |
| Gods Eater Burst                                                         | 28 oktober 2010   | Shift/ Namco Bandai             | D3 Publisher                                 | JP,NA,EU,US                     | Yes   | ?    | ?           |
| God of War: Chains of Olympus                                            | 4 mars 2008       | Ready at Dawn                   | SCEA / SCEE / SCEI                           | NA, EU, JP, AUS                 | No    | No   | No          |
| God of War: Ghost of Sparta                                              | 2 november 2010   | Ready at Dawn                   | SCEA / SCEE / SCEI                           | NA, EU, JP, AUS                 | No    | No   | No          |
| The Godfather: Mob Wars                                                  | 19 september 2006 | Page 44 Studios                 | Electronic Arts                              | NA, AUS, EU                     | No    | No   | No          |
| The Golden Compass                                                       | 4 december 2007   | Shiny Entertainment             | Sega                                         | NA, EU, AUS                     | No    | No   | No          |
| Gradius Collection                                                       | 9 februari 2006   | Konami                          | Konami                                       | JP, NA, EU, AUS                 | No    | No   | No          |
| Gran Turismo                                                             | 1 oktober 2009    | Polyphony Digital               | SCEA / SCEE / SCEI                           | NA, EU, JP                      | 2-4   | No   | No          |
| Great Battle Fullblast                                                   | 1 mars 2012       | Inti-Creates                    | Namco Bandai Games                           | JP                              | ?     | ?    | ?           |
| Grand Theft Auto: Chinatown Wars                                         | 20 oktober 2009   | Rockstar North                  | Rockstar Games                               | NA, EU, AUS                     | 2     | No   | No          |
| Grand Theft Auto: Liberty City Stories                                   | 24 oktober 2005   | Rockstar North                  | Rockstar Games / Capcom                      | NA, EU, JP                      | 2-6   | No   | No          |
| Grand Theft Auto: Vice City Stories                                      | 31 oktober 2006   | Rockstar Leeds / Rockstar North | Rockstar Games / Capcom                      | NA, EU, AUS, JP                 | 2-6   | No   | No          |
| Gretzky NHL                                                              | 14 mars 2005      | 989 Studios                     | SCEA                                         | NA                              | 2     | 2    | No          |
| Gretzky NHL '06                                                          | 4 oktober 2005    | 989 Studios                     | SCEA                                         | NA                              | 2     | 2    | No          |
| GripShift                                                                | 12 september 2005 | Sidhe Interactive               | Sony Platform Publishing                     | NA, EU, JP                      | 2-4   | No   | No          |
| Guilty Gear Judgement                                                    | 24 augusti 2006   | Arc System Works                | Arc System Works / Majesco Entertainment     | JP, NA, EU, AUS                 | 2     | No   | No          |
| Guilty Gear: XX Accent Core Plus                                         | 24 juli 2008      | Arc System Works                | Arc System Works / Aksys Games               | JP, NA                          | 2     | No   | No          |
| Guitar Hits                                                              | 12 oktober 2007   | Ubisoft                         | Ubisoft                                      | EU                              | No    | No   | No          |
| Gun Showdown                                                             | 10 oktober 2006   | Neversoft                       | Activision                                   | NA, EU, AUS                     | 2-6   | No   | No          |
| Gunpey                                                                   | 17 november 2006  | Q Entertainment                 | Namco Bandai Games / Atari                   | NA, JP, EU, AUS                 | 2     | No   | No          |
| Gurumin: A Monstrous Adventure                                           | 29 juni 2006      | Nihon Falcom                    | Falcom / Mastiff / 505 Games                 | JP, NA, EU                      | No    | No   | No          |
| Hakuōki: Demon of the Fleeting Blossom                                   | 27 augusti 2009   | Idea Factory                    | Idea Factory / Aksys Games                   | JP, NA                          | ?     | ?    | ?           |
| Hakuōki: Yūgiroku                                                        | 13 maj 2010       | Idea Factory                    | Idea Factory                                 | JP                              | ?     | ?    | ?           |
| Hakuōki: Zuisōroku Portable                                              | 26 augusti 2010   | Idea Factory                    | Idea Factory                                 | JP                              | ?     | ?    | ?           |
| Hakuōki: Reimeiroku Portable                                             | 28 juli 2011      | Idea Factory                    | Idea Factory                                 | JP                              | ?     | ?    | ?           |
| Half-Minute Hero                                                         | 13 oktober 2009   | Marvelous Entertainment         | Marvelous Entertainment / Xseed Games        | JP, NA                          | 2-?   | No   | No          |
| Hammerin' Hero                                                           | 15 maj 2008       | Irem                            | Atlus                                        | JP, NA                          | 2     | No   | No          |
| Hannah Montana: Rock Out the Show                                        | 4 augusti 2009    | Page 44 Studios                 | Disney Interactive Studios                   | NA, EU                          | 2     | No   | Yes         |
| Hard Rock Casino                                                         | 24 april 2007     | FarSight Studios                | Crave Entertainment                          | NA, AUS, EU                     | 2-4   | No   | Yes         |
| Harry Potter och den flammande bägaren                                   | 15 november 2005  | Electronic Arts                 | Electronic Arts                              | NA, EU                          | 2-4   | No   | Yes         |
| Harry Potter och Fenixorden                                              | 25 juni 2007      | Electronic Arts                 | Electronic Arts                              | NA, AUS, EU                     | 2-6   | No   | No          |
| Harry Potter och Halvblodsprinsen                                        | 30 juni 2009      | EA Bright Light                 | Electronic Arts                              | NA, AUS, EU                     | No    | No   | No          |
| Harvest Moon: Boy & Girl                                                 | 23 november 2005  | Marvelous Entertainment         | Natsume                                      | JP, NA                          | No    | No   | No          |
| Harvey Birdman: Attorney at Law                                          | 8 januari 2008    | High Voltage Software           | Capcom                                       | NA                              | No    | No   | No          |
| Hatsune Miku: Project DIVA                                               | 2 juli 2009       | Sega                            | Sega                                         | JP                              | ?     | ?    | ?           |
| Hatsune Miku: Project DIVA 2nd                                           | 29 juli 2010      | Sega                            | Sega                                         | JP                              | ?     | ?    | ?           |
| Hatsune Miku: Project DIVA Extend                                        | 10 november 2011  | Sega                            | Sega                                         | JP                              | ?     | ?    | ?           |
| Heatseeker                                                               | 8 maj 2007        | IR Gurus                        | Codemasters                                  | NA, EU, AUS                     | 2-4   | No   | No          |
| Hellboy: The Science of Evil                                             | 24 juni 2008      | Krome Studios                   | Konami                                       | NA, EU, AUS                     | 2-4   | No   | No          |
| The History Channel: Great Battles of Rome                               | 15 juni 2007      | Slitherine Strategies           | Black Bean Games                             | EU, AUS                         | 2     | No   | No          |
| Holy Invasion Of Privacy, Badman! What Did I Do To Deserve This?         | 6 december 2007   | Acquire                         | Nippon Ichi Software                         | JP, NA                          | No    | No   | No          |
| Hot Brain                                                                | 5 juni 2007       | Midway San Diego                | Midway Games                                 | AUS, NA, EU                     | 2-4   | No   | No          |
| Hot Pixel                                                                | 22 juni 2007      | zSlide                          | Atari                                        | EU, AUS, NA                     | 2     | No   | No          |
| Hot Wheels Ultimate Racing                                               | 2 juli 2007       | Raylight Studios                | DSI / Oxygen Games                           | NA, EU, AUS                     | 2-4   | No   | No          |
| The Hustle: Detroit Streets                                              | 25 oktober 2005   | Blade Interactive               | Activision                                   | NA, EU, AUS                     | 2     | No   | No          |
| Hyper Athlete (PSN) International Track & Field                          | 21 oktober 2008   | Konami                          | SCEE                                         | EU                              | No    | No   | No          |
| Ikkitousen: Eloquent Fist                                                | 2 oktober 2008    | Marvelous Entertainment         | Marvelous Entertainment                      | JP                              | No    | No   | ?           |
| IL-2 Sturmovik: Birds of Prey                                            | 4 september 2009  | SME Dynamic Systems             | 505 Games                                    | EU, AUS, NA                     | 2     | No   | No          |
| Impossible Mission                                                       | 21 juni 2007      | Epyx                            | Studio 3                                     | AUS, EU                         | No    | No   | Yes         |
| Indiana Jones and the Staff of Kings                                     | 9 juni 2009       | LucasArts                       | LucasArts                                    | NA, EU, AUS                     | No    | No   | No          |
| Infected                                                                 | 15 november 2005  | Planet Moon Studios             | Majesco Entertainment                        | NA, EU                          | 2-8   | 2    | No          |
| Innocent Life: A Futuristic Harvest Moon                                 | 27 april 2006     | ArtePiazza                      | Marvelous / Red Ant / Natsume / Rising Star  | JP, AUS, NA, EU                 | No    | No   | No          |
| International Athletics                                                  | 1 augusti 2008    | Code Monkeys                    | Ghostlight                                   | EU                              | 2-4   | No   | No          |
| International Cricket Captain III                                        | 16 november 2007  | Empire Interactive              | Empire Interactive                           | EU, AUS                         | No    | No   | No          |
| Invizimals                                                               | 13 november 2009  | Novarama                        | SCEE                                         | EU, NA                          | Yes   | Yes  | No          |
| Invizimals: Shadow Zone                                                  | 12 november 2010  | Novarama                        | SCEE                                         | EU                              | Yes   | Yes  | No          |
| Iron Man                                                                 | 2 maj 2008        | Artificial Mind and Movement    | Sega                                         | NA, EU, AUS                     | No    | No   | No          |
| Iron Man 2                                                               | 4 maj 2010        | High Voltage Software           | Sega                                         | NA, EU, AUS                     | No    | No   | No          |
| Jackass: The Game                                                        | 27 september 2007 | Sidhe Interactive               | Red Mile Entertainment                       | NA, EU, AUS                     | 2-4   | 2    | No          |
| Jeanne d'Arc                                                             | 22 november 2006  | Level-5                         | SCEI / SCEA                                  | JP, NA                          | No    | No   | No          |
| Jet Moto (PSN)                                                           | 1 februari 2007   | SingleTrac                      | SCEA / SCEE / SCEI                           | NA, EU, JP                      | No    | No   | No          |
| Jet Moto 2 (PSN)                                                         | 24 januari 2008   | SingleTrac                      | SCEA                                         | NA                              | No    | No   | No          |
| Juiced: Eliminator                                                       | 28 juni 2006      | Juice Games                     | THQ                                          | NA, EU, JP                      | 2-6   | No   | No          |
| Juiced 2: Hot Import Nights                                              | 8 oktober 2007    | Juice Games                     | THQ                                          | NA, EU, AUS                     | 2-6   | No   | No          |
| Jumping Flash! (PSN)                                                     | 4 januari 2007    | Exact                           | SCEA / SCEE                                  | NA, EU                          | No    | No   | No          |
| Justice League Heroes                                                    | 22 november 2006  | Snowblind Studios               | Warner Bros. / Eidos Interactive             | NA, EU, AUS                     | 2     | No   | No          |
| Kamen Rider: Climax Heroes Fourze                                        | 1 december 2011   | Eighting                        | Namco Bandai Games                           | JP                              | ?     | ?    | ?           |
| Kao Challengers                                                          | 28 oktober 2005   | Tate Interactive                | Atari                                        | EU, NA                          | 2-4   | No   | No          |
| Kazook                                                                   | 20 oktober 2006   | Monte Cristo                    | Xplosiv                                      | EU, AUS                         | 2     | No   | Yes         |
| Kidou Senshi Gundam: Mokuba no Kiseki                                    | 26 januari 2012   | Namco Bandai Games              | Namco Bandai Games                           | JP                              | ?     | ?    | ?           |
| Killzone: Liberation                                                     | 31 oktober 2006   | Guerrilla Games                 | SCEA / SCEE                                  | NA, EU, AUS                     | 2-6   | No   | Yes         |
| King of Clubs                                                            | 17 januari 2008   | Oxygen Studios                  | Oxygen Games                                 | AUS, EU                         | 2-4   | No   | Yes         |
| The King of Fighters Collection: The Orochi Saga                         | 28 oktober 2008   | SNK Playmore                    | SNK Playmore                                 | NA                              | 2     | No   | No          |
| Kingdom Hearts Birth by Sleep                                            | 9 januari 2010    | Square Enix                     | Square Enix                                  | JP,NA,EU                        | 2-6   | No   | ?           |
| Kingdom of Paradise                                                      | 21 juli 2005      | Climax Entertainment            | SCEI / SCEA / SCEE                           | JP, NA, EU, AUS                 | 2     | 2    | No          |
| Kula World (PSN)                                                         | 29 november 2007  | Game Design Sweden              | SCEE                                         | EU                              | No    | No   | No          |
| Lanfeust of Troy                                                         | 7 maj 2008        | Atari                           | Atari                                        | EU                              | No    | No   | No          |
| The Legend of Heroes: A Tear of Vermillion                               | 2 juni 2005       | Nihon Falcom                    | Bandai                                       | JP, NA                          | No    | No   | No          |
| The Legend of Heroes II: Prophecy of the Moonlight Witch                 | 16 december 2004  | Nihon Falcom                    | Namco Bandai Games                           | JP, NA                          | No    | No   | No          |
| The Legend of Heroes III: Song of the Ocean                              | 12 januari 2006   | Nihon Falcom                    | Namco Bandai Games                           | JP, NA                          | No    | No   | No          |
| Legend of the Dragon                                                     | 29 maj 2007       | Neko Entertainment              | The Game Factory                             | NA, AUS, EU                     | 2     | No   | No          |
| Lego Batman: The Video Game                                              | 23 september 2008 | Traveller's Tales               | Warner Bros. Interactive Entertainment       | NA, EU, AUS                     | No    | No   | No          |
| Lego Indiana Jones: The Original Adventures                              | 3 juni 2008       | Traveller's Tales               | LucasArts                                    | NA, AUS, EU                     | No    | No   | No          |
| Lego Indiana Jones 2: The Adventure Continues                            | 17 november 2009  | Traveller's Tales               | LucasArts                                    | NA, AUS, EU                     | 2     | No   | No          |
| Lego Harry Potter: Years 1–4                                             | 29 juni 2010      | Traveller's Tales               | Warner Bros. Interactive Entertainment       | NA,EU, AUS                      | ?     | ?    | ?           |
| Lego Harry Potter: Years 5–7                                             | 11 november 2011  | Traveller's Tales               | Warner Bros. Interactive Entertainment       | NA,EU                           | ?     | ?    | ?           |
| Lego Star Wars II: The Original Trilogy                                  | 12 september 2006 | Traveller's Tales               | LucasArts                                    | NA, AUS, EU                     | 2     | No   | No          |
| Lego Star Wars III: The Clone Wars                                       | 22 mars 2011      | Traveller's Tales               | LucasArts                                    | NA, EU, AUS                     | ?     | ?    | ?           |
| Lemmings                                                                 | 9 mars 2006       | Team17                          | SCEI / SCEE / SCEA                           | JP, EU, NA, AUS                 | No    | No   | Yes         |
| Little Battlers eXperience Boost                                         | 23 november 2011  | Level-5                         | Level-5                                      | JP                              | ?     | ?    | ?           |
| LittleBigPlanet PSP                                                      | 20 november 2009  | SCE Cambridge Studio            | SCEE                                         | NA, EU, AUS                     | 2     | No   | Yes         |
| Little Britain: The Video Game                                           | 21 september 2007 | Revolution Studios              | Blast! Entertainment                         | EU, AUS                         | No    | No   | No          |
| LocoRoco                                                                 | 23 juni 2006      | SCE Japan Studio                | SCEE / SCEI / SCEA                           | EU, JP, NA                      | No    | No   | Yes         |
| LocoRoco 2                                                               | 21 november 2008  | SCE Japan Studio                | SCEE / SCEI / SCEA                           | EU, AUS, JP, NA                 | 2-4   | No   | No          |
| Lord of Apocalypse                                                       | 17 december 2011  | Square Enix                     | Square Enix                                  | JP                              | ?     | ?    | ?           |
| Lord of Arcana                                                           | 14 oktober 2010   | Access Games                    | Square Enix                                  | JP, NA, EU                      | ?     | ?    | ?           |
| The Lord of the Rings: Tactics                                           | 8 november 2005   | Amaze Entertainment             | Electronic Arts                              | NA, EU                          | 2-4   | No   | No          |
| Lumines                                                                  | 12 december 2004  | Q Entertainment                 | Ubisoft                                      | JP, NA, EU                      | 2     | No   | No          |
| Lumines II                                                               | 6 november 2006   | Q Entertainment                 | Buena Vista Games / Q Entertainment          | NA, EU, JP                      | 2     | No   | Yes         |
| Lunar: Silver Star Harmony                                               | 12 november 2009  | [[Game Arts Studio Alex]]       | Xseed Games                                  | JP, NA                          |       |      |             |
| Luxor: Pharaoh's Challenge                                               | 25 april 2007     | MumboJumbo                      | MumboJumbo                                   | EU, NA                          | No    | No   | No          |
| Luxor: Wrath of Set                                                      | 17 november 2006  | MumboJumbo                      | MumboJumbo                                   | NA                              | No    | No   | No          |
| M.A.C.H. Modified Air Combat Heroes                                      | 18 januari 2007   | Kuju Entertainment              | Sierra Entertainment                         | JP, NA, EU                      | 2-8   | No   | Yes         |
| Madden NFL 06                                                            | 20 september 2005 | EA Tiburon                      | EA Sports                                    | NA, EU                          | 2-4   | 2-4  | No          |
| Madden NFL 07                                                            | 22 augusti 2006   | EA Tiburon                      | EA Sports                                    | NA, AUS                         | 2-4   | 2-4  | No          |
| Madden NFL 08                                                            | 14 augusti 2007   | EA Tiburon                      | EA Sports                                    | NA, AUS, EU                     | 2     | 2    | No          |
| Madden NFL 09                                                            | 12 augusti 2008   | EA Tiburon                      | EA Sports                                    | NA, AUS, EU                     | 2-4   | 2-4  | No          |
| Madden NFL 10                                                            | 14 augusti 2009   | EA Tiburon                      | EA Sports                                    | NA, EU                          | 2     | 2    | No          |
| Madden NFL 11                                                            | 14 augusti 2010   | EA Tiburon                      | EA Sports                                    | NA, EU                          | 2     | 2    | No          |
| Magical Girl Lyrical Nanoha A's Portable: The Gears of Destiny           | 22 december 2011  | Namco Bandai Games              | Namco Bandai Games                           | JP                              | ?     | ?    | ?           |
| Maid*Paradise: Mezase! Maid Number One! (PSN)                            | 2 november 2011   | Spike                           | Spike                                        | JP                              | ?     | ?    | ?           |
| Major League Baseball 2K6                                                | 13 april 2006     | Visual Concepts                 | 2K Sports                                    | NA                              | 2     | 2    | No          |
| Major League Baseball 2K7                                                | 26 februari 2007  | Kush Games                      | 2K Sports                                    | NA                              | 2     | 2    | No          |
| Major League Baseball 2K8                                                | 3 mars 2008       | Kush Games                      | 2K Sports                                    | NA                              | 2     | 2    | No          |
| Major League Baseball 2K9                                                | 24 mars 2009      | 2K Sports                       | 2K Sports                                    | NA, JP                          | 2     | No   | No          |
| Major League Baseball 2K11                                               | 8 mars 2011       | 2K China                        | 2K Sports                                    | NA, JP                          | 2     | No   | No          |
| Mana Khemia: Student Alliance                                            | 25 september 2008 | Gust Corporation                | Nippon Ichi Software                         | JP, NA, EU                      | 2     | No   | No          |
| Manhunt 2                                                                | 29 oktober 2007   | Rockstar Leeds                  | Rockstar Games                               | NA, EU                          | No    | No   | No          |
| Marvel Nemesis: Rise of the Imperfects                                   | 4 oktober 2005    | EA Canada                       | Electronic Arts                              | NA, EU                          | 2     | No   | No          |
| Marvel Super Hero Squad                                                  | 20 oktober 2009   | THQ                             | THQ                                          | NA, EU                          | ?     | ?    | ?           |
| Marvel Trading Card Game                                                 | 27 februari 2007  | Vicious Cycle Software          | Konami                                       | NA, EU, AUS                     | 2     | 2    | No          |
| Marvel: Ultimate Alliance                                                | 24 oktober 2006   | Vicarious Visions               | Activision                                   | NA, EU, AUS                     | 2-4   | 2-4  | No          |
| Marvel: Ultimate Alliance 2                                              | 22 september 2009 | Savage Entertainment            | Activision                                   | NA, EU                          | No    | No   | No          |
| Me & My Katamari                                                         | 22 december 2005  | Namco                           | Namco                                        | JP, NA, EU                      | 2-4   | No   | No          |
| Medal of Honor: Heroes                                                   | 20 oktober 2006   | EA Canada                       | Electronic Arts                              | NA, AUS, EU, JP                 | 2-8   | No   | No          |
| Medal of Honor: Heroes 2                                                 | 13 november 2007  | EA Canada                       | Electronic Arts                              | NA, AUS, EU, JP                 | 2-8   | No   | No          |
| MediEvil (PSN)                                                           | 21 december 2006  | SCE Studio Cambridge            | SCEA / SCEE                                  | NA, EU                          | No    | No   | No          |
| MediEvil: Resurrection                                                   | 1 september 2005  | SCE Studio Cambridge            | SCEE / SCEA                                  | EU, NA                          | 2     | No   | Yes         |
| Meet the Robinsons                                                       | 29 mars 2007      | Avalanche Software              | Disney Interactive Studios                   | AUS                             | No    | No   | No          |
| Mega Man Maverick Hunter X                                               | 15 december 2005  | Capcom                          | Capcom                                       | JP, NA, EU                      | No    | No   | No          |
| Mega Man Powered Up                                                      | 2 mars 2006       | Capcom                          | Capcom                                       | JP, NA, EU                      | No    | No   | No          |
| Mercury Meltdown                                                         | 24 augusti 2006   | Ignition Banbury                | Ignition Entertainment                       | JP, AUS, NA, EU                 | 2     | No   | Yes         |
| Metal Gear Acid                                                          | 16 december 2004  | KCEJ                            | Konami                                       | JP, NA, EU                      | 2     | 2    | No          |
| Metal Gear Acid 2                                                        | 8 december 2005   | Kojima Productions              | Konami                                       | JP, NA, EU                      | 2     | No   | No          |
| Metal Gear Solid: Digital Graphic Novel                                  | 13 juni 2006      | Kojima Productions              | Konami                                       | NA, JP, EU, AUS                 | No    | No   | No          |
| Metal Gear Solid: Portable Ops                                           | 5 december 2006   | Kojima Productions              | Konami                                       | NA, JP, AUS, EU                 | 2-6   | 2-6  | Yes         |
| Metal Gear Solid: Portable Ops Plus                                      | 20 september 2007 | Kojima Productions              | Konami                                       | JP, NA, EU, AUS                 | 2-6   | 2-6  | Yes         |
| Metal Gear Solid: Peace Walker                                           | 8 juni 2010       | Kojima Productions              | Konami                                       | JP, NA, EU, AUS                 | 2-4   | No   | Yes         |
| Metal Slug Anthology                                                     | 9 februari 2007   | Terminal Reality                | Atari / SNK Playmore                         | EU, NA, JP, AUS                 | 2     | No   | No          |
| Miami Vice: The Game                                                     | 18 juli 2006      | Rebellion Developments          | Sierra Entertainment                         | NA, EU, JP                      | 2     | No   | No          |
| Michael Jackson: The Experience                                          | 23 november 2010  | Triumph International           | Ubisoft                                      | NA, EU, JP, AU                  | ?     | ?    | ?           |
| Micro Machines V4                                                        | 27 juni 2006      | Supersonic Software             | Codemasters                                  | NA, EU                          | 2-4   | No   | No          |
| Midnight Club 3: DUB Edition                                             | 27 juni 2005      | Rockstar Leeds                  | Rockstar Games                               | NA, EU                          | 2-6   | No   | No          |
| Midnight Club: L.A. Remix                                                | 20 oktober 2008   | Rockstar London                 | Rockstar Games                               | NA, EU, AUS, JP                 | 2-4   | No   | No          |
| Midway Arcade Treasures: Extended Play                                   | 13 december 2005  | Digital Eclipse                 | Midway Games                                 | NA, EU                          | 2-4   | No   | No          |
| Military History: Commander: Europe at War                               | 20 mars 2009      | Slitherine Strategies           | Slitherine Strategies                        | EU                              | No    | No   | No          |
| Mind Quiz                                                                | 31 oktober 2006   | Sega                            | Ubisoft                                      | NA, AUS, EU                     | No    | No   | No          |
| Misshitsu no Sacrifice                                                   | 4 februari 2010   | Intense                         | D3 Publisher                                 | JP                              | No    | No   | No          |
| MLB                                                                      | 12 april 2005     | 989 Studios                     | SCEA                                         | NA                              | 2     | 2    | No          |
| MLB 06: The Show                                                         | 28 februari 2006  | SCE Studio San Diego            | SCEA                                         | NA                              | 2     | 2    | No          |
| MLB 07: The Show                                                         | 27 februari 2007  | SCE Studio San Diego            | SCEA                                         | NA                              | 2     | 2    | No          |
| MLB 08: The Show                                                         | 4 mars 2008       | SCE Studio San Diego            | SCEA                                         | NA                              | 2     | 2    | No          |
| MLB 09: The Show                                                         | 3 mars 2009       | SCE Studio San Diego            | SCEA                                         | NA                              | 2     | 2    | No          |
| MLB 10: The Show                                                         | 2 mars 2010       | SCE Studio San Diego            | SCEA                                         | NA                              | 2     | 2    | No          |
| MLB 11: The Show                                                         | 8 mars 2011       | SCE Studio San Diego            | SCEA                                         | NA                              | 2     | 2    | No          |
| Monster Hunter Freedom                                                   | 1 december 2005   | Capcom                          | Capcom                                       | JP, EU, NA                      | 2-4   | No   | No          |
| Monster Hunter Freedom 2                                                 | 22 februari 2007  | Capcom                          | Capcom                                       | JP, NA, EU, AUS                 | 2-4   | No   | No          |
| Monster Hunter Freedom 3                                                 | 1 december 2010   | Capcom Production Studio 1      | Capcom                                       | JP                              | Yes   | Yes  | No          |
| Monster Hunter Freedom Unite                                             | 22 juni 2009      | Capcom                          | Capcom                                       | JP, NA, AUS, EU                 | 2-4   | No   | No          |
| Monster Hunter Diary: Poka Poka Airu Village                             | 26 augusti 2010   | From Software                   | Capcom                                       | JP                              | ?     | ?    | ?           |
| Monster Hunter Diary Poka Poka Airu Village G                            | 1 augusti 2011    | From Software                   | Capcom                                       | JP                              | ?     | ?    | ?           |
| Monster Jam: Urban Assault                                               | 28 oktober 2008   | Torus Games                     | Activision                                   | NA, EU                          | No    | No   | No          |
| Monster Kingdom: Jewel Summoner                                          | 23 februari 2006  | Gaia                            | Atlus                                        | JP, NA                          | 2     | No   | No          |
| Mortal Kombat: Unchained                                                 | 9 november 2006   | JGI Entertainment               | Midway Games                                 | AUS, NA, EU                     | 2     | No   | No          |
| MotoGP                                                                   | 24 augusti 2006   | Namco Bandai Games              | Namco Bandai Games                           | JP, NA, AUS, EU                 | 2-8   | No   | No          |
| Motorhead (PSN)                                                          | 31 januari 2008   | EA Digital Illusions CE         | SCEE                                         | EU                              | No    | No   | No          |
| MotorStorm: Arctic Edge                                                  | 17 september 2009 | Bigbig Studios                  | SCEE / SCEA                                  | AUS, EU, NA                     | 2-6   | 2-6  | No          |
| MTX Mototrax                                                             | 28 juni 2006      | Left Field Productions          | Activision                                   | NA, EU, AUS                     | 2-4   | No   | No          |
| Musō Tōrō                                                                | 19 mars 2009      | FOG                             | Nippon Ichi Software                         | JP                              | No    | No   | No          |
| MVP Baseball                                                             | 18 maj 2005       | EA Canada                       | Electronic Arts                              | NA                              | 2-4   | No   | No          |
| MX vs. ATV: On the Edge                                                  | 27 februari 2006  | Rainbow Studios                 | THQ                                          | NA, EU                          | 2-4   | No   | No          |
| MX vs. ATV: Untamed                                                      | 17 december 2007  | Rainbow Studios                 | THQ                                          | NA, EU, AUS                     | 2-4   | No   | No          |
| My Spanish Coach                                                         | 7 oktober 2008    | Ubisoft                         | Ubisoft                                      | NA                              | No    | No   | No          |
| Myst                                                                     | 15 juni 2006      | Cyan Worlds                     | Sega / Midway Games / THQ                    | JP, EU, AUS                     | No    | No   | No          |
| Mytran Wars                                                              | 17 april 2009     | StormRegion                     | Deep Silver                                  | EU                              | 2     | No   | No          |
| N2O: Nitrous Oxide (PSN)                                                 | 10 januari 2008   | Gremlin Interactive             | SCEE                                         | EU                              | No    | No   | No          |
| N+                                                                       | 26 augusti 2008   | SilverBirch Studios             | Atari                                        | NA                              | 2     | No   | No          |
| Namco Museum Battle Collection                                           | 23 augusti 2005   | Namco                           | Namco                                        | NA, EU                          | 2-4   | No   | No          |
| Napoleon Dynamite: The Game                                              | 30 oktober 2007   | 7 Studios                       | Crave Entertainment                          | NA                              | 2-4   | No   | Yes         |
| Naruto Shippuden - Kizuna Drive                                          | 22 mars 2011      | Namco Bandai Games              | Namco Bandai Games                           | US,JAP,EU                       | 1-4   | Yes  | ?           |
| Naruto Shippuden: Legends: Akatsuki Rising                               | 2 oktober 2009    | Namco Bandai Games              | Namco Bandai Games                           | AUS, NA                         | 2     | No   | No          |
| Naruto: Ultimate Ninja Heroes                                            | 30 mars 2006      | Namco Bandai Games              | Namco Bandai Games                           | JP, NA, EU, AUS                 | 2     | No   | Yes         |
| Naruto: Ultimate Ninja Heroes 2: Phantom Fortress                        | 24 juni 2008      | CyberConnect2                   | Namco Bandai Games                           | NA, EU, AUS                     | 2     | No   | Yes         |
| Naruto Shippuden:Narutimate Accel 3                                      | 10 december 2009  | CyberConnect2                   | Namco Bandai Games                           | JP                              | 2     | No   | Yes         |
| Naruto Shippuden: Ultimate Ninja Heroes 3                                | 11 maj 2010       | CyberConnect2                   | Namco Bandai Games                           | NA, EU                          | 2     | No   | Yes         |
| NASCAR                                                                   | 6 september 2006  | EA Tiburon                      | EA Sports                                    | NA, EU                          | 2-4   | No   | No          |
| NBA                                                                      | 16 mars 2005      | 989 Studios                     | SCEA                                         | NA                              | 2     | 2    | No          |
| NBA 06                                                                   | 4 oktober 2005    | SCE Studio San Diego            | SCEA                                         | NA                              | 2     | 2    | No          |
| NBA 07                                                                   | 25 september 2006 | SCE Studio San Diego            | SCEA                                         | NA, EU                          | 2     | 2    | No          |
| NBA 08                                                                   | 12 oktober 2007   | SCE Studio San Diego            | SCEA                                         | NA                              | 2     | 2    | No          |
| NBA '09: The Inside                                                      | 7 oktober 2008    | SCE Studio San Diego            | SCEA                                         | NA                              | 2     | 2    | No          |
| NBA 10 The Inside                                                        | 6 oktober 2009    | SCE Studio San Diego            | SCEA                                         | NA                              | 2     | No   | No          |
| NBA 2K10                                                                 | 6 oktober 2009    | Visual Concepts                 | 2K Sports                                    | NA, EU                          | 2     | No   | No          |
| NBA 2K11'                                                                | 5 oktober 2010    | Visual Concepts                 | 2K Sports                                    | NA, AUS, EU, JP                 | Yes   | ?    | ?           |
| NBA Ballers: Rebound                                                     | 9 maj 2006        | Backbone Entertainment          | Midway Games                                 | NA, AUS                         | 2     | No   | No          |
| NBA Live 06                                                              | 4 oktober 2005    | EA Canada                       | EA Sports                                    | NA, EU, JP                      | 2     | 2    | No          |
| NBA Live 07                                                              | 25 september 2006 | EA Canada                       | EA Sports                                    | NA, EU, AUS, JP                 | 2     | 2    | No          |
| NBA Live 08                                                              | 1 oktober 2007    | EA Canada                       | EA Sports                                    | NA, JP, AUS, EU                 | 2     | 2    | No          |
| NBA Live 09                                                              | 7 oktober 2008    | EA Canada                       | EA Sports                                    | NA, AUS, EU, JP                 | 2     | 2    | No          |
| NBA Live 10                                                              | 6 oktober 2009    | EA Canada                       | EA Sports                                    | NA, EU                          | 2     | No   | No          |
| NBA Street Showdown                                                      | 27 april 2005     | EA Canada                       | EA Sports BIG                                | NA, EU, JP                      | 2-4   | No   | No          |
| NCAA Football 07                                                         | 18 juli 2006      | EA Tiburon                      | EA Sports                                    | NA                              | 2     | 2    | No          |
| NCAA Football 09                                                         | 15 juli 2008      | EA Canada                       | EA Sports                                    | NA                              | 2     | No   | No          |
| NCAA Football 10                                                         | 14 juli 2009      | EA Tiburon                      | EA Sports                                    | NA                              | 2     | No   | No          |
| Need for Speed Carbon: Own the City                                      | 31 oktober 2006   | EA Black Box                    | Electronic Arts                              | NA, EU, AUS, JP                 | 2-4   | 2-4  | No          |
| Need for Speed: Most Wanted 5-1-0                                        | 15 november 2005  | EA Black Box                    | Electronic Arts                              | NA, EU, JP                      | 2-4   | 2-4  | No          |
| Need for Speed: ProStreet                                                | 18 februari 2008  | EA Black Box                    | Electronic Arts                              | NA, EU, AUS, JP                 | 2-4   | 2-4  | No          |
| Need for Speed: Shift                                                    | 15 september 2009 | EA Bright Light                 | Electronic Arts                              | NA, EU, AUS                     | 2-4   | No   | No          |
| Need for Speed: Undercover                                               | 17 november 2008  | EA Black Box                    | Electronic Arts                              | NA, EU, AUS, JP                 | 2-4   | 2-4  | No          |
| Need for Speed: Underground Rivals                                       | 24 februari 2005  | EA Black Box                    | Electronic Arts                              | JP, NA, EU                      | 2-4   | No   | No          |
| Nendoroid Generations                                                    | 23 februari 2012  | Namco Bandai Games              | Namco Bandai Games                           | JP                              | ?     | ?    | ?           |
| Neopets: Petpet Adventures: The Wand of Wishing                          | 14 mars 2006      | SCE Studios Santa Monica        | SCEA                                         | NA                              | 2     | No   | No          |
| Neverland Card Battles                                                   | 27 oktober 2008   | Idea Factory                    | Yuke's                                       | NA, JP                          | 2     | No   | No          |
| NFL Street 2: Unleashed                                                  | 21 mars 2005      | EA Canada                       | EA Sports BIG                                | NA, EU                          | 2-4   | 2-4  | No          |
| NFL Street 3                                                             | 14 november 2006  | EA Tiburon                      | EA Sports BIG                                | NA, AUS, EU                     | 2     | No   | No          |
| NHL 07                                                                   | 12 september 2006 | EA Canada                       | Electronic Arts                              | NA, EU, AUS                     | 2     | 2    | No          |
| NHRA Drag Racing: Countdown to the Championship                          | 27 augusti 2007   | Pipeworks Software              | THQ                                          | NA                              | 2     | No   | No          |
| No Gravity: The Plague of Mind (PSN)                                     | 26 februari 2009  | realtech VR                     | Anozor SARL                                  | NA, EU, JP                      | No    | No   | No          |
| Obscure: The Aftermath                                                   | 1 oktober 2009    | Hydravision Entertainment       | Ignition Entertainment                       | NA, EU                          | 2     | No   | No          |
| Online Chess Kingdoms                                                    | 28 november 2006  | Konami                          | Konami                                       | NA, EU, AUS                     | 2     | 2    | No          |
| Open Season                                                              | 19 september 2006 | Ubisoft Montreal                | Ubisoft                                      | NA, EU, AUS                     | 2-4   | No   | No          |
| Outrun 2006: Coast 2 Coast                                               | 31 mars 2006      | Sumo Digital                    | Sega                                         | EU, AUS, NA                     | 2-6   | 2-6  | No          |
| Over My Dead Body                                                        | 10 november 2011  | Alfa System                     | Sony Computer Entertainment                  | JP                              | ?     | ?    | ?           |
| Over the Hedge: Hammy Goes Nuts!                                         | 21 november 2006  | Amaze Entertainment             | Activision                                   | NA, AUS, EU                     | 2-4   | No   | No          |
| Pac-Man World 3                                                          | 6 december 2005   | Blitz Games                     | Namco                                        | NA, EU                          | No    | No   | No          |
| Pac-Man World Rally                                                      | 22 augusti 2006   | Smart Bomb Interactive          | Namco Bandai Games                           | NA, EU, AUS                     | No    | No   | No          |
| PangYa: Fantasy Golf                                                     | 16 april 2009     | Ntreev Soft                     | Takara Tomy                                  | JP, NA                          | 2-8   | No   | No          |
| PaRappa the Rapper                                                       | 7 december 2006   | SCE Studios Japan               | SCEI / SCEE / SCEA                           | JP, EU, NA, AUS                 | 2-4   | No   | No          |
| Patapon                                                                  | 20 december 2007  | SCE Studios Japan               | SCEI / SCEE / SCEA                           | JP, EU, NA, AUS                 | No    | No   | No          |
| Patapon 2                                                                | 27 november 2008  | SCE Studios Japan               | SCEI / SCEE / SCEA                           | JP, EU, AUS, NA                 | 2-4   | No   | Yes         |
| Patapon 3                                                                | 12 april 2011     | Pyramid/ Sony                   | Sony                                         | NA, EU, JP                      | yes   | ?    | ?           |
| Payout Poker & Casino                                                    | 15 augusti 2006   | Bits Studios                    | Namco Bandai Games                           | NA, EU, AUS                     | 2-8   | No   | No          |
| PDC World Championship Darts 2008                                        | 26 september 2008 | Oxygen Studios                  | Oxygen Games                                 | EU                              | 2     | No   | Yes         |
| Peter Jackson's King Kong: The Official Game of the Movie                | 16 december 2005  | Phoenix Studio                  | Ubisoft                                      | EU, AUS, NA                     | No    | No   | No          |
| Petz Hamsterz Bunch                                                      | 27 oktober 2009   | Ubisoft                         | Ubisoft                                      | NA                              | ?     | ?    | ?           |
| Petz: Saddle Club                                                        | 27 oktober 2009   | Ubisoft                         | Ubisoft                                      | NA                              | No    | No   | No          |
| Phantasy Star Portable                                                   | 31 juli 2008      | Alfa System                     | Sega                                         | JP, NA, AUS, EU                 | 2-4   | No   | No          |
| Phantasy Star Portable 2                                                 | 3 december 2009   | Alfa System                     | Sega                                         | JP, NA, EU                      | No    | Yes  | No          |
| Photo Kano                                                               | 2 februari 2012   | Dingo Inc.                      | Kadokawa Games                               | JP                              | ?     | ?    | ?           |
| Pilot Academy                                                            | 7 september 2006  | Kuju Entertainment              | Marvelous / Rising Star                      | JP, AUS, EU                     | 2-8   | No   | Yes         |
| Pimp My Ride                                                             | 3 april 2007      | Eutechnyx                       | Activision                                   | NA, AUS, EU                     | No    | No   | No          |
| Pinball Hall of Fame: The Gottlieb Collection                            | 6 december 2005   | FarSight Studios                | Crave Entertainment                          | NA, EU                          | 2-4   | No   | Yes         |
| Pinball Hall of Fame: The Williams Collection                            | 1 februari 2008   | FarSight Studios                | Crave Entertainment                          | EU, NA                          | 2-4   | No   | Yes         |
| Pipe Mania                                                               | 26 september 2008 | Empire Interactive              | Empire Interactive                           | NA, EU                          | 2     | No   | Yes         |
| Pirates of the Caribbean: At World's End                                 | 22 maj 2007       | Eurocom                         | Disney Interactive Studios                   | NA, AUS, EU                     | 2-4   | No   | Yes         |
| Pirates of the Caribbean: Dead Man's Chest                               | 27 juni 2006      | Griptonite Games                | Buena Vista Games                            | NA, EU, JP                      | 2-4   | No   | Yes         |
| Platypus                                                                 | 17 november 2006  | Idigicon                        | MumboJumbo                                   | NA                              | 2     | No   | No          |
| Pocket Pool                                                              | 30 mars 2007      | HyperDevbox Japan               | Eidos / Conspiracy                           | EU, NA                          | 2     | No   | No          |
| Pocket Racers                                                            | 15 september 2006 | Konami                          | Konami                                       | EU, NA                          | 2-4   | No   | No          |
| Pop'n Music Portable 2                                                   | 23 november 2011  | Konami                          | Konami                                       | JP                              | ?     | ?    | ?           |
| PoPoLoCrois                                                              | 10 februari 2005  | SCEI                            | Agetec                                       | JP, NA, EU                      | No    | No   | No          |
| Populous: The Beginning (PSN)                                            | 20 december 2007  | Bullfrog Productions            | SCEE                                         | EU                              | No    | No   | No          |
| Power Stone Collection                                                   | 20 oktober 2006   | Capcom                          | Capcom                                       | EU, NA, JP                      | 2-4   | No   | Yes         |
| PQ: Practical Intelligence Quotient                                      | 26 maj 2005       | Now Production                  | D3 Publisher                                 | JP, NA, EU                      | No    | No   | No          |
| PQ2: Practical Intelligence Quotient 2                                   | 21 december 2006  | Now Production                  | D3 Publisher                                 | JP, NA, EU                      | No    | No   | No          |
| Prince of Persia: Revelations                                            | 6 december 2005   | Pipeworks Software              | Ubisoft                                      | NA, EU                          | No    | No   | No          |
| Prince of Persia: Rival Swords                                           | 3 april 2007      | Pipeworks Software              | Ubisoft                                      | NA, EU, AUS                     | 2     | No   | No          |
| Prinny: Can I Really Be the Hero?                                        | 20 november 2008  | Nippon Ichi Software            | Nippon Ichi Software                         | JP, NA, EU                      | No    | No   | No          |
| Prinny 2: Dawn of Operation Panties, Dood!                               | 25 mars 2010      | Nippon Ichi Software            | Nippon Ichi Software                         | JP, NA                          | No    | No   | No          |
| Pro Cycling Manager 2007                                                 | 6 juli 2007       | Cyanide                         | Focus Home Interactive                       | EU                              | No    | No   | No          |
| Pro Cycling Manager 2008                                                 | 19 juni 2008      | Cyanide                         | Focus Home Interactive                       | EU                              | No    | No   | No          |
| Pro Cycling Manager 2009                                                 | 25 juni 2009      | Cyanide                         | Focus Home Interactive                       | AUS, EU                         | No    | No   | No          |
| Pro Cycling Manager 2010                                                 | 1 juni 2010       | Cyanide                         | Focus Home Interactive                       | AUS, EU                         | No    | No   | No          |
| Pro Evolution Soccer 5 World Soccer Winning Eleven 9                     | 15 september 2005 | Konami                          | Konami                                       | JP, EU, NA                      | 2     | No   | No          |
| Pro Evolution Soccer 6 Pro Evolution Soccer 2007                         | 1 december 2006   | Konami                          | Konami                                       | EU, AUS, JP, NA                 | 2     | No   | No          |
| Pro Evolution Soccer 2008                                                | 24 januari 2008   | Konami                          | Konami                                       | JP, EU, AUS, NA                 | 2     | No   | No          |
| Pro Evolution Soccer 2009                                                | 7 november 2008   | Konami                          | Konami                                       | EU, NA, AUS, JP                 | 2     | 2    | No          |
| Pro Evolution Soccer 2010                                                | 5 november 2009   | Konami                          | Konami                                       | EU, NA, AUS, JP                 | 2     | 2    | No          |
| Pro Evolution Soccer 2011                                                | 28 oktober 2010   | Konami                          | Konami                                       | EU, NA, AUS, JP                 | 2     | 2    | No          |
| Pro Evolution Soccer 2012                                                | 8 november 2011   | Konami                          | Konami                                       | EU, NA, AUS, JP                 | 2     | 2    | No          |
| ProStroke Golf: World Tour 2007                                          | 27 oktober 2006   | Gusto Games                     | Oxygen Games                                 | EU, AUS, NA                     | 2-4   | No   | No          |
| Puella Magi Madoka Magica Portable                                       | 15 mars 2012      | Namco Bandai Games              | Namco Bandai Games                           | JP                              | ?     | ?    | ?           |
| Pursuit Force                                                            | 18 november 2005  | Bigbig Studios                  | SCEE / Spike / SCEA                          | EU, JP, NA                      | No    | No   | No          |
| Pursuit Force: Extreme Justice                                           | 7 december 2007   | Bigbig Studios                  | SCEE / SCEA                                  | EU, AUS, NA                     | 2-4   | No   | No          |
| Puzzle Challenge: Crosswords and More                                    | 9 juni 2006       | Crave Entertainment             | Crave Entertainment                          | NA                              | 2     | No   | Yes         |
| Puzzle Guzzle                                                            | 27 februari 2008  | Agetec                          | Agetec                                       | NA                              | 2-8   | No   | No          |
| Puzzle Quest: Challenge of the Warlords                                  | 16 mars 2007      | Infinite Interactive            | D3 Publisher                                 | EU, NA, JP                      | 2     | No   | No          |
| Puzzle Scape                                                             | 18 juni 2007      | Farmind                         | Got Game Entertainment                       | NA                              | 2-8   | No   | Yes         |
| Puzzler Collection                                                       | 1 augusti 2008    | Destination Software            | Ubisoft                                      | EU                              | No    | No   | No          |
| R-Type (PSN)                                                             | 21 december 2006  | Irem                            | SCEI / SCEE                                  | JP, EU                          | No    | No   | No          |
| R-Type Command                                                           | 20 september 2007 | Irem                            | Atlus                                        | JP, NA, EU                      | 2     | No   | No          |
| Race Driver 2006                                                         | 6 juni 2006       | Sumo Digital                    | Codemasters                                  | NA                              | 2-12  | 2-12 | Yes         |
| Ragnarok: The Imperial Princess of Light and Dark                        | 27 oktober 2011   | Apollo Soft                     | GungHo Online Entertainment                  | JP                              | Yes   | ?    | ?           |
| Rainbow Islands Evolution                                                | 8 februari 2007   | Marvelous Entertainment         | Marvelous / Majesco / Red Ant / Ignition     | JP, EU, AUS, NA                 | 2     | No   | No          |
| Rainbow Islands Revolution                                               | 22 januari 2008   | Taito Corporation               | Codemasters                                  | NA                              | No    | No   | No          |
| Rally Cross (PSN)                                                        | 11 januari 2007   | SCEA                            | SCEA / SCEI                                  | NA, JP                          | No    | No   | No          |
| Rapala Trophies                                                          | 1 september 2006  | Sand Grain Studios              | Activision                                   | NA                              | No    | No   | No          |
| Ratatouille                                                              | 26 juni 2007      | Locomotive Games                | THQ                                          | NA, AUS, EU                     | 2     | No   | No          |
| Ratchet & Clank: Size Matters                                            | 13 februari 2007  | High Impact Games               | SCEA / SCEE / SCEI                           | NA, EU, AUS, JP                 | 2-4   | No   | No          |
| Rayman (PSN)                                                             | 29 maj 2008       | Ubisoft                         | SCEE / SCEA                                  | EU, NA                          | No    | No   | No          |
| The Red Star                                                             | 6 januari 2011    | XS Games                        | XS Games                                     | JP, NA, EU                      | No    | No   | No          |
| Reel Fishing: The Great Outdoors                                         | 28 september 2006 | Natsume                         | Marvelous Entertainment / Natsume            | JP, NA, EU                      | 2-4   | No   | No          |
| Rengoku: The Tower of Purgatory                                          | 27 januari 2005   | Hudson Soft                     | Konami                                       | JP, NA, EU                      | 2-4   | No   | No          |
| Rengoku II: The Stairway to Heaven                                       | 27 april 2006     | Hudson Soft                     | Konami                                       | JP, NA, EU, AUS                 | 2-4   | No   | Yes         |
| Resistance: Retribution                                                  | 12 mars 2009      | Sony Bend                       | SCEI / SCEA / SCEE                           | JP, NA, EU, AUS                 | 2-8   | 2-8  | No          |
| Ridge Racer                                                              | 12 december 2004  | Namco                           | Namco / SCEE                                 | JP, NA, EU                      | 2-8   | 2-8  | No          |
| Ridge Racer 2                                                            | 14 september 2006 | Namco                           | Namco / SCEE                                 | JP, EU, AUS                     | 2-8   | No   | No          |
| Riviera: The Promised Land                                               | 22 november 2006  | Sting Entertainment             | Sting / Atlus / 505 Games                    | JP, NA, EU, AUS                 | No    | No   | No          |
| Rock Band Unplugged                                                      | 9 juni 2009       | Backbone Entertainment          | Electronic Arts                              | NA, EU                          | No    | No   | No          |
| Rocky Balboa                                                             | 25 januari 2007   | Ubisoft                         | Ubisoft                                      | AUS, EU, NA                     | 2     | No   | No          |
| Rugby League Challenge                                                   | 10 september 2009 | Wicked Witch Software           | SCEE                                         | AUS                             | No    | No   | No          |
| Rush                                                                     | 30 oktober 2006   | Midway Studios - Newcastle      | Midway Games                                 | NA, EU                          | 2-4   | No   | No          |
| Samurai Shodown Anthology                                                | 24 mars 2009      | SNK Playmore                    | SNK Playmore                                 | NA, EU                          | 2     | No   | No          |
| Samurai Warriors: State of War                                           | 8 december 2005   | Omega Force                     | Koei                                         | JP, NA, EU, AUS                 | 2-4   | No   | No          |
| SBK-07: Superbike World Championship                                     | 28 juni 2007      | Milestone S.r.l.                | Black Bean Games / Valcon Games              | AUS, EU, NA                     | 2-4   | No   | No          |
| SBK-08: Superbike World Championship SBK: Superbike World Championship   | 26 juni 2008      | Milestone S.r.l.                | Black Bean Games / Conspiracy                | AUS, EU, NA                     | 2-4   | No   | No          |
| Scarface: Money. Power. Respect.                                         | 8 oktober 2006    | FarSight Studios                | Vivendi Games                                | NA, EU, AUS                     | 2-4   | No   | No          |
| Scooby-Doo! Who's Watching Who?                                          | 16 oktober 2006   | Savage Entertainment            | THQ                                          | NA, EU, AUS                     | No    | No   | No          |
| Scrabble                                                                 | 17 mars 2009      | Electronic Arts                 | Electronic Arts                              | NA                              | 2-4   | No   | No          |
| Secret Agent Clank                                                       | 17 juni 2008      | High Impact Games               | SCEA                                         | NA, EU, AUS, JP                 | No    | No   | No          |
| The Secret Saturdays: Beasts of the 5th Sun                              | 20 oktober 2009   | High Voltage Software           | D3 Publisher                                 | NA                              | ?     | ?    | ?           |
| Sega Mega Drive Collection                                               | 16 november 2006  | Backbone Entertainment          | Sega                                         | NA, EU, AUS                     | 2     | No   | No          |
| Sega Rally Revo                                                          | 27 september 2007 | Bugbear Entertainment           | Sega                                         | AUS, EU, NA, JP                 | 2-4   | 2-4  | Yes         |
| Shaun White Snowboarding                                                 | 13 november 2008  | Ubisoft Montreal                | Ubisoft                                      | AUS, EU, NA, JP                 | 2     | No   | No          |
| Sheep (PSN)                                                              | 14 augusti 2008   | Mind's Eye Productions          | SCEE                                         | EU                              | No    | No   | No          |
| Shin Megami Tensei: Persona                                              | 29 april 2009     | Atlus                           | Atlus                                        | JP, NA                          | No    | No   | No          |
| Shin Megami Tensei: Persona 2: Innocent Sin                              | 14 april 2011     | Atlus                           | Atlus                                        | JP, NA                          | No    | No   | No          |
| Shin Megami Tensei: Persona 3 Portable                                   | 1 november 2009   | Atlus                           | Atlus                                        | JP, NA                          | No    | No   | No          |
| Shining Hearts                                                           | 16 december 2010  | Sega                            | Sega                                         | JP                              | No    | No   | No          |
| Shinobido: Tales of the Ninja                                            | 26 oktober 2006   | Acquire                         | Spike                                        | JP, EU                          | No    | No   | No          |
| Shrek Smash n' Crash Racing                                              | 12 december 2006  | Torus Games                     | Activision                                   | NA, EU, AUS                     | 2-4   | No   | No          |
| Shrek the Third                                                          | 5 juni 2007       | Amaze Entertainment             | Activision                                   | NA, EU, AUS                     | 2     | No   | No          |
| Sid Meier's Pirates!                                                     | 22 januari 2007   | Full Fat                        | 2K Games                                     | NA, EU, AUS                     | 2-4   | No   | No          |
| Silent Hill: Origins                                                     | 6 november 2007   | Climax Studios                  | Konami                                       | NA, EU, AUS, JP                 | No    | No   | No          |
| The Simpsons Game                                                        | 5 november 2007   | Electronic Arts                 | Electronic Arts                              | NA, EU, AUS                     | No    | No   | No          |
| The Sims 2                                                               | 7 december 2005   | Maxis                           | Electronic Arts                              | NA, EU, JP                      | No    | No   | No          |
| The Sims 2: Castaway                                                     | 22 oktober 2007   | Maxis                           | Electronic Arts                              | NA, AUS, EU                     | No    | No   | No          |
| The Sims 2: Pets                                                         | 14 december 2006  | Maxis                           | Electronic Arts                              | NA, AUS, EU, JP                 | No    | No   | No          |
| Skate Park City                                                          | 4 juli 2008       | Midas Interactive Entertainment | Midas Interactive Entertainment              | EU                              | No    | No   | No          |
| Smart Bomb                                                               | 10 maj 2005       | Core Design                     | Eidos Interactive                            | NA, JP                          | 2-4   | No   | No          |
| Smash Court Tennis 3                                                     | 31 maj 2007       | Namco                           | Namco Bandai Games                           | AUS, EU, JP, NA                 | 2-4   | No   | Yes         |
| SNK Arcade Classics Vol. 1                                               | 17 oktober 2008   | SNK Playmore                    | SNK Playmore                                 | EU, NA, JP                      | No    | No   | No          |
| Snoopy vs. the Red Baron                                                 | 24 oktober 2006   | Smart Bomb Interactive          | Namco Bandai Games                           | NA                              | 2-6   | No   | No          |
| Sno-Cross Championship Racing (PSN)                                      | 16 oktober 2008   | Unique Development Studios      | SCEA                                         | NA                              | No    | No   | No          |
| SOCOM: U.S. Navy SEALs Fireteam Bravo                                    | 8 november 2005   | Zipper Interactive              | SCEA / SCEE                                  | NA, EU, AUS                     | 2-10  | No   | No          |
| SOCOM: U.S. Navy SEALs Fireteam Bravo 2                                  | 7 november 2006   | Zipper Interactive              | SCEA / SCEE                                  | NA, EU, AUS                     | 2-16  | No   | Yes         |
| SOCOM: U.S. Navy SEALs Fireteam Bravo 3                                  | 16 februari 2010  | Slant Six Games                 | SCEA / SCEE                                  | NA, EU, AUS                     | 2-16  | 2-16 | Yes         |
| SOCOM: U.S. Navy SEALs Tactical Strike                                   | 6 november 2007   | Slant Six Games                 | SCEA / SCEE                                  | NA, EU, AUS                     | 2-4   | No   | No          |
| Sonic Rivals                                                             | 16 november 2006  | Backbone Entertainment          | Sega                                         | NA, EU, AUS                     | 2     | No   | No          |
| Sonic Rivals 2                                                           | 13 november 2007  | Backbone Entertainment          | Sega                                         | NA, AUS, EU                     | 2     | No   | Yes         |
| Soulcalibur: Broken Destiny                                              | 27 augusti 2009   | Namco Bandai Games              | Namco Bandai Games                           | JP, NA, AUS, EU                 | 2     | No   | No          |
| Space Invaders Evolution                                                 | 22 september 2005 | Marvelous Entertainment         | Marvelous / Atari / Rising Star              | JP, AUS, EU                     | No    | No   | No          |
| Space Invaders Extreme                                                   | 21 februari 2008  | Square Enix                     | Taito                                        | JP, NA, EU                      | 2     | No   | No          |
| Spectral Souls: Resurrection of the Ethereal Empires                     | 27 oktober 2005   | Idea Factory                    | Nippon Ichi Software                         | JP, NA                          | No    | No   | No          |
| Spectral vs. Generation                                                  | 26 oktober 2006   | Idea Factory                    | Idea Factory / Midas                         | JP, EU                          | No    | No   | No          |
| Spelling Challenges and More!                                            | 25 september 2007 | Supersonic Software             | Crave Entertainment                          | NA                              | No    | No   | No          |
| Spider-Man 2                                                             | 15 mars 2005      | Vicarious Visions               | Activision                                   | NA, EU, JP                      | No    | No   | No          |
| Spider-Man 3                                                             | 16 oktober 2007   | Vicarious Visions               | Activision                                   | NA, AUS                         | No    | No   | No          |
| Spider-Man: Friend or Foe                                                | 2 oktober 2007    | Artificial Mind and Movement    | Activision                                   | NA, AUS, EU                     | 2     | No   | No          |
| Spider-Man: Web of Shadows                                               | 21 oktober 2008   | Shaba Games                     | Activision                                   | NA, EU                          | No    | No   | No          |
| Spinout                                                                  | 22 februari 2007  | Icon Games                      | Ghostlight                                   | AUS, EU                         | 2-4   | No   | No          |
| Split/Second                                                             | 16 november 2010  | Black Rock Studio               | Disney Interactive Studios                   | NA, EU                          | ?     | ?    | ?           |
| SpongeBob's Truth or Square                                              | 26 oktober 2009   | THQ                             | THQ                                          | NA                              | ?     | ?    | ?           |
| Spyro the Dragon (PSN)                                                   | 25 oktober 2007   | Insomniac Games                 | SCEA                                         | NA                              | No    | No   | No          |
| SSX on Tour                                                              | 11 oktober 2005   | EA Canada                       | EA Sports BIG                                | NA, EU, JP                      | 2-4   | No   | No          |
| Stacked with Daniel Negreanu                                             | 6 oktober 2006    | 5000ft                          | Myelin Media                                 | NA, AUS, EU                     | 2-8   | 2-8  | No          |
| Star Ocean: First Departure                                              | 27 december 2007  | Tri-Ace                         | Square Enix                                  | JP, NA, EU                      | No    | No   | No          |
| Star Ocean: Second Evolution                                             | 2 april 2008      | Tri-Ace                         | Square Enix                                  | JP, NA, AUS, EU                 | No    | No   | No          |
| Star Trek: Tactical Assault                                              | 14 november 2006  | Quicksilver Software            | Bethesda Softworks                           | NA, EU, AUS                     | 2-4   | No   | No          |
| Star Wars: Battlefront II                                                | 31 oktober 2005   | Pandemic Studios                | LucasArts                                    | NA, EU, JP                      | 2-4   | No   | No          |
| Star Wars Battlefront: Renegade Squadron                                 | 9 oktober 2007    | Rebellion Developments          | LucasArts                                    | NA, AUS, EU                     | 2-8   | 2-16 | No          |
| Star Wars: Lethal Alliance                                               | 7 december 2006   | Ubisoft Montreal                | Ubisoft                                      | NA, AUS, EU                     | 2     | No   | No          |
| Star Wars: The Clone Wars - Republic Heroes                              | 6 oktober 2009    | LucasArts                       | LucasArts                                    | NA, AUS                         | No    | No   | No          |
| Star Wars: The Force Unleashed                                           | 16 september 2008 | Krome Studios                   | LucasArts                                    | NA, AUS, EU                     | 2-4   | No   | No          |
| StateShift                                                               | 8 juni 2007       | Midas Interactive Entertainment | Midas Interactive Entertainment              | EU, AUS                         | 2-4   | No   | No          |
| Steambot Chronicles: Battle Tournament                                   | 10 juli 2008      | Irem                            | Atlus                                        | JP, NA                          | 2-4   | No   | Yes         |
| Steel Horizon                                                            | 2 juli 2007       | Konami                          | Konami                                       | NA, AUS, EU                     | 2     | No   | No          |
| Steins;Gate                                                              | 23 juni 2011      | 5pb. / Nitroplus                | Kadokawa Shoten                              | JP                              | ?     | ?    | ?           |
| Street Cricket Championship                                              | 1 november 2010   | Trine Games                     | SCEA                                         | EU                              | No    | No   | No          |
| Street Fighter Alpha (PSN)                                               | 14 augusti 2008   | Capcom                          | SCEA                                         | NA                              | No    | No   | No          |
| Street Fighter Alpha 3 Max                                               | 19 januari 2006   | Capcom                          | Capcom                                       | JP, NA, EU                      | 2-8   | No   | No          |
| Street Riders                                                            | 30 mars 2006      | Ubisoft                         | Ubisoft                                      | AUS, EU                         | 2-8   | No   | No          |
| Street Supremacy                                                         | 21 april 2005     | Genki                           | Genki / Konami                               | JP, NA, EU                      | 2     | No   | No          |
| Super Collapse 3                                                         | 18 september 2007 | GameHouse                       | MumboJumbo                                   | NA                              | No    | No   | No          |
| Super Fruit Fall                                                         | 10 augusti 2007   | Studio 3                        | Studio 3                                     | EU                              | No    | No   | No          |
| Super Hind                                                               | 9 september 2008  | Mountain Sheep                  | Virgin Play                                  | EU                              | No    | No   | No          |
| Super Monkey Ball Adventure                                              | 30 juni 2006      | Traveller's Tales               | Sega                                         | EU, NA                          | 2-4   | No   | No          |
| Super Robot Taisen OG Saga: Masou Kishin II: Revelation of Evil God      | 12 januari 2012   | Namco Bandai Games              | Namco Bandai Games                           | JP                              | ?     | ?    | ?           |
| Super Stardust Portable                                                  | 25 november 2008  | Housemarque                     | SCEE / SCEA                                  | EU, NA                          | No    | No   | No          |
| Surf's Up                                                                | 30 maj 2007       | Ubisoft Montreal                | Ubisoft                                      | NA, EU, AUS                     | 2-8   | No   | No          |
| SWAT: Target Liberty                                                     | 16 oktober 2007   | 3G Studios                      | Sierra Entertainment                         | NA, AUS, EU                     | 2-4   | No   | No          |
| Syphon Filter (PSN)                                                      | 4 december 2006   | Sony Bend                       | SCEA / SCEE                                  | NA, EU                          | No    | No   | No          |
| Syphon Filter 3 (PSN)                                                    | 18 oktober 2007   | Sony Bend                       | SCEE / SCEA                                  | EU, NA                          | No    | No   | No          |
| Syphon Filter: Combat Ops (PSN)                                          | 20 november 2007  | Sony Bend                       | SCEA / SCEE                                  | NA, EU                          | 2-8   | No   | No          |
| Syphon Filter: Dark Mirror                                               | 14 mars 2006      | Sony Bend                       | SCEA / SCEE                                  | NA, AUS, EU                     | 2-8   | No   | No          |
| Syphon Filter: Logan's Shadow                                            | 2 oktober 2007    | Sony Bend                       | SCEA / SCEE                                  | NA, EU, AUS                     | 2-8   | No   | No          |
| Tactics Ogre: Let Us Cling Together                                      | 11 november 2010  | Square Enix                     | Square Enix                                  | JP, NA, EU                      | No    | No   | No          |
| Taito Legends Power-Up                                                   | 6 oktober 2006    | Empire Oxford                   | Empire Interactive / Destineer               | EU, AUS, NA                     | 2-4   | No   | No          |
| Tales of Eternia                                                         | 3 mars 2005       | Namco                           | Namco                                        | JP, AUS, EU                     | No    | No   | No          |
| Tales of the Heroes: Twin Brave                                          | 23 februari 2012  | Namco Bandai Games              | Namco Bandai Games                           | JP                              | ?     | ?    | ?           |
| Tales of the World: Radiant Mythology                                    | 21 december 2006  | Alfa System                     | Namco Bandai Games                           | JP, NA, AUS, EU                 | 2-16  | No   | No          |
| Tekken 2 (PSN)                                                           | 11 november 2006  | Namco                           | SCEI / SCEA                                  | JP, NA                          | No    | No   | No          |
| Tekken: Dark Resurrection                                                | 6 juli 2006       | Namco                           | Namco Bandai Games                           | JP, NA, EU, AUS                 | 2     | No   | Yes         |
| Tekken 6                                                                 | 29 oktober 2009   | Namco Bandai Games              | Namco Bandai Games                           | JP, EU, AUS                     | ?     | ?    | No          |
| Telly Addicts                                                            | 7 december 2007   | Ubisoft                         | Ubisoft                                      | EU                              | No    | No   | No          |
| Tenchu: Shadow Assassins                                                 | 12 februari 2009  | Acquire                         | Ubisoft                                      | JP, NA, EU, AUS                 | No    | No   | No          |
| Tenchu: Time of the Assassins                                            | 28 juli 2005      | K2 LLC                          | From Software / Sega                         | JP, EU                          | 2     | No   | No          |
| Terror of the Stratus                                                    | 8 september 2011  | Nude Maker                      | Konami                                       | JP                              | ?     | ?    | ?           |
| Test Drive Unlimited                                                     | 21 mars 2007      | Melbourne House                 | Atari                                        | NA, EU, AUS                     | 2-4   | 2-4  | No          |
| Theme Hospital (PSN)                                                     | 31 januari 2008   | Bullfrog Productions            | SCEE                                         | EU                              | No    | No   | No          |
| Theme Park (PSN)                                                         | 6 november 2008   | Bullfrog Productions            | SCEE                                         | EU                              | No    | No   | No          |
| Thrillville                                                              | 21 november 2006  | Frontier Developments           | LucasArts                                    | NA, AUS, EU                     | 2-4   | No   | No          |
| Thrillville: Off the Rails                                               | 9 oktober 2007    | Frontier Developments           | LucasArts                                    | NA, AUS, EU                     | 2-4   | No   | No          |
| Tiger Woods PGA Tour                                                     | 23 mars 2005      | EA Canada                       | EA Sports                                    | NA, JP, EU                      | 2-4   | 2-4  | No          |
| Tiger Woods PGA Tour 06                                                  | 26 september 2005 | EA Canada                       | EA Sports                                    | NA, EU, JP                      | 2-4   | No   | No          |
| Tiger Woods PGA Tour 07                                                  | 22 september 2006 | EA Canada                       | EA Sports                                    | EU, AUS, NA, JP                 | 2     | 2    | No          |
| Tiger Woods PGA Tour 08                                                  | 28 augusti 2007   | EA Tiburon                      | EA Sports                                    | NA, AUS, EU                     | 2     | 2    | No          |
| Tiger Woods PGA Tour 09                                                  | 26 augusti 2008   | EA Tiburon                      | EA Sports                                    | NA, AUS, EU                     | 2     | No   | No          |
| Tiger Woods PGA Tour 10                                                  | 8 juni 2009       | EA Tiburon                      | EA Sports                                    | NA, AUS, EU                     | 2     | 2    | No          |
| TMNT                                                                     | 20 mars 2007      | Ubisoft Montreal                | Ubisoft                                      | NA, AUS, EU                     | 2     | No   | No          |
| TNA:Impact Cross the Line                                                | 10 januari 2008   | ASC Games                       | SCEE                                         | EU                              | No    | No   | No          |
| TOCA Race Driver 2: The Ultimate Racing Simulator                        | 1 september 2005  | Sumo Digital                    | Codemasters                                  | EU, JP                          | 2-12  | No   | No          |
| TOCA Race Driver 3 Challenge                                             | 16 februari 2007  | Codemasters                     | Codemasters                                  | EU, AUS                         | 2-12  | No   | Yes         |
| Tokobot                                                                  | 5 december 2005   | Tecmo                           | Tecmo                                        | NA, JP, EU                      | No    | No   | No          |
| Tom Clancy's EndWar                                                      | 4 november 2008   | Ubisoft Shanghai                | Ubisoft                                      | NA, AUS, EU                     | 2     | No   | No          |
| Tom Clancy's Ghost Recon Advanced Warfighter 2                           | 23 augusti 2007   | High Voltage Software           | Ubisoft                                      | NA, AUS, EU                     | 2     | No   | No          |
| Tom Clancy's Ghost Recon Predator                                        | 30 september 2010 | Virtuos Games                   | Ubisoft                                      | EU, NA                          | ?     | ?    | ?           |
| Tom Clancy's Rainbow Six (PSN)                                           | 5 juni 2008       | Red Storm Entertainment         | SCEE                                         | EU                              | No    | No   | No          |
| Tom Clancy's Rainbow Six: Vegas                                          | 12 juni 2007      | Ubisoft Montreal                | Ubisoft                                      | NA, AUS, EU                     | 2-4   | 2-4  | No          |
| Tom Clancy's Splinter Cell: Essentials                                   | 21 mars 2006      | Ubisoft Montreal                | Ubisoft                                      | NA, AUS, EU                     | 2     | No   | No          |
| Tomb Raider: Anniversary                                                 | 9 augusti 2007    | Crystal Dynamics                | Eidos Interactive                            | NA, EU, AUS, JP                 | No    | No   | No          |
| Tomb Raider: Legend                                                      | 9 juni 2006       | Buzz Monkey Software            | Eidos Interactive                            | EU, NA, AUS, JP                 | No    | No   | No          |
| Tony Hawk's Project 8                                                    | 21 november 2006  | Page 44 Studios                 | Activision                                   | NA, AUS, EU                     | 2-4   | No   | No          |
| Tony Hawk's Underground 2 Remix                                          | 15 mars 2005      | Shaba Games                     | Activision                                   | NA, EU                          | 2-4   | No   | No          |
| Transformers: The Game                                                   | 19 juni 2007      | Savage Entertainment            | Activision                                   | NA, AUS, EU                     | 2-4   | No   | No          |
| Transformers: Revenge of the Fallen                                      | 23 juni 2009      | Savage Entertainment            | Activision                                   | NA, EU                          | 2     | No   | No          |
| Traxxpad                                                                 | 26 juni 2007      | Definitive Studios              | Eidos Interactive                            | NA                              | No    | No   | No          |
| Tron: Evolution                                                          | 7 december 2010   | Propaganda Games                | Disney Interactive                           | NA, EU                          | ?     | ?    | ?           |
| Twisted Metal 2 (PSN)                                                    | 26 juli 2007      | SingleTrac                      | SCEI / SCEA                                  | JP, NA                          | No    | No   | No          |
| Twisted Metal: Head-On                                                   | 24 mars 2005      | Incognito Entertainment         | SCEA / SCEE                                  | NA, EU                          | 2-6   | No   | No          |
| UEFA Champions League 2006-2007                                          | 20 mars 2007      | EA Canada                       | EA Sports                                    | NA, EU                          | 2     | No   | No          |
| UEFA Euro 2008                                                           | 17 april 2008     | EA Canada                       | EA Sports                                    | AUS, EU, NA                     | 2     | No   | No          |
| Ultimate Block Party                                                     | 16 december 2004  | Magicpot                        | Conspiracy Entertainment                     | JP, NA, EU                      | 2     | No   | No          |
| Ultimate Board Game Collection                                           | 1 maj 2007        | Jack of All Games               | Valcon Games                                 | NA, EU                          | 2-6   | No   | Yes         |
| Ultimate Ghosts'n Goblins                                                | 13 augusti 2006   | Capcom                          | Capcom                                       | JP, NA, EU, AUS                 | No    | No   | No          |
| Unbound Saga                                                             | 16 juli 2009      | Vogster                         | SCEA                                         | NA                              | No    | No   | No          |
| Undead Knights                                                           | 29 september 2009 | Tecmo                           | Tecmo                                        | NA                              | 2-4   | No   | No          |
| Untold Legends: Brotherhood of the Blade                                 | 22 mars 2005      | Sony Online Entertainment       | Sony Online Entertainment                    | NA, EU, JP                      | 2-4   | No   | No          |
| Untold Legends: The Warrior's Code                                       | 28 mars 2006      | Sony Online Entertainment       | Sony Online Entertainment                    | NA, EU, AUS, JP                 | 2-4   | 2-4  | No          |
| Up                                                                       | 26 maj 2009       | THQ                             | THQ                                          | NA, AUS, EU                     | 2     | No   | No          |
| Valhalla Knights                                                         | 31 augusti 2006   | K2 LLC                          | Marvelous Entertainment / Xseed Games        | JP, NA, AUS, EU                 | 2     | No   | No          |
| Valhalla Knights 2                                                       | 29 maj 2008       | K2 LLC                          | Marvelous Entertainment / Xseed Games        | JP, NA, AUS, EU                 | 2     | No   | No          |
| Valkyrie Profile: Lenneth                                                | 2 mars 2006       | tri-Ace                         | Square Enix                                  | JP, NA, EU, AUS                 | No    | No   | No          |
| Valkyria Chronicles II                                                   | 21 januari 2010   | Sega                            | Sega                                         | JP, NA, EU, AUS                 | Yes   | No   | No          |
| Valkyria Chronicles III                                                  | 27 januari 2011   | Media.Vision                    | Sega                                         | JP                              | ?     | Yes  | No          |
| Valkyria Chronicles III: Unrecorded Chronicles Extra Edition             | 23 november 2011  | Media.Vision                    | Sega                                         | JP                              | ?     | ?    | ?           |
| Viewtiful Joe: Red Hot Rumble                                            | 22 mars 2006      | Clover Studio                   | Capcom                                       | NA, JP, EU                      | 2-4   | No   | No          |
| Virtua Tennis 3                                                          | 26 mars 2007      | Sumo Digital                    | Sega                                         | NA, AUS, EU                     | 2-4   | No   | No          |
| Virtua Tennis: World Tour                                                | 1 september 2005  | Sumo Digital                    | Sega                                         | EU, NA, JP                      | 2-4   | No   | No          |
| WALL-E                                                                   | 24 juni 2008      | Heavy Iron Studios              | THQ                                          | NA, EU, AUS                     | 2     | No   | No          |
| Warhammer 40,000: Squad Command                                          | 12 november 2007  | RedLynx                         | THQ                                          | NA, EU, AUS                     | 2-8   | 2-8  | No          |
| Warhammer: Battle for Atluma                                             | 14 november 2006  | JV Games                        | Namco Bandai Games                           | NA                              | 2     | No   | No          |
| Warhawk (PSN)                                                            | 20 december 2007  | SingleTrac                      | SCEA                                         | NA                              | No    | No   | No          |
| The Warriors                                                             | 12 februari 2007  | Rockstar Leeds                  | Rockstar Games                               | NA, EU, AUS                     | 2     | No   | No          |
| Warriors of the Lost Empire                                              | 25 januari 2007   | Goshow                          | UFO Interactive Games                        | JP, NA, EU                      | 2     | No   | No          |
| Warriors Orochi                                                          | 21 februari 2008  | Omega Force                     | Koei                                         | JP, NA, AUS, EU                 | 2     | No   | No          |
| Warriors Orochi 2                                                        | 27 november 2008  | Omega Force                     | Koei                                         | JP, NA, AUS, EU                 | 2     | No   | No          |
| Who Wants to Be a Millionaire: Party Edition                             | 1 december 2006   | Eidos Interactive               | Eidos Interactive                            | EU                              | 2-4   | No   | No          |
| Weiss Schwarz Portable: Boost Weiss                                      | 23 november 2011  | Namco Bandai Games              | Namco Bandai Games                           | JP                              | ?     | ?    | ?           |
| Weiss Schwarz Portable: Boost Schwarz                                    | 23 november 2011  | Namco Bandai Games              | Namco Bandai Games                           | JP                              | ?     | ?    | ?           |
| Wild Arms (PSN)                                                          | 26 juli 2007      | Media.Vision                    | SCEI                                         | JP, NA                          | No    | No   | No          |
| Wild Arms XF                                                             | 9 augusti 2007    | Media.Vision                    | SCEI / Xseed Games                           | JP, NA                          | No    | No   | No          |
| Winx Club: Join the Club                                                 | 15 december 2006  | n-Space                         | Konami                                       | AUS, NA, EU                     | 2-6   | No   | No          |
| Wipeout (PSN)                                                            | 3 maj 2007        | Psygnosis                       | SCEA / SCEE / SCEI                           | NA, EU, JP                      | No    | No   | No          |
| Wipeout Pulse                                                            | 13 december 2007  | SCE Studio Liverpool            | SCEE / SCEA                                  | AUS, EU, NA                     | 2-8   | No   | Yes         |
| Wipeout Pure                                                             | 16 mars 2005      | SCE Studio Liverpool            | SCEA / SCEI / SCEE                           | NA, JP, EU                      | 2-8   | No   | No          |
| World Championship Cards                                                 | 5 oktober 2007    | Crave Entertainment             | Crave Entertainment                          | EU, NA                          | 2-8   | 2-8  | No          |
| World Championship Poker 2: Featuring Howard Lederer                     | 11 december 2005  | Crave Entertainment             | Crave Entertainment                          | NA, EU                          | 2-8   | 2-8  | No          |
| World Championship Poker: Featuring Howard Lederer "All In"              | 5 september 2006  | Point of View, Inc.             | Crave Entertainment                          | NA, EU, AUS                     | 2-8   | 2-8  | No          |
| World of Pool                                                            | 31 augusti 2007   | Icon Games                      | Ghostlight                                   | EU                              | 2     | No   | No          |
| World Poker Tour                                                         | 7 april 2006      | Coresoft                        | 2K Sports                                    | AUS, NA, EU                     | 2-6   | 2-6  | No          |
| World Series of Poker                                                    | 15 september 2005 | Left Field Productions          | Activision                                   | NA, EU                          | 2-9   | 2-9  | No          |
| World Series of Poker 2008: Battle for the Bracelets                     | 6 november 2007   | Left Field Productions          | Activision                                   | NA, AUS, EU                     | 2-9   | 2-9  | No          |
| World Series of Poker: Tournament of Champions                           | 21 september 2006 | Left Field Productions          | Activision                                   | NA, AUS, EU                     | 2-9   | 2-9  | No          |
| World Snooker Challenge 2005                                             | 1 september 2005  | Blade Interactive               | Sega                                         | EU                              | 2     | No   | No          |
| World Snooker Challenge 2007                                             | 12 januari 2007   | Blade Interactive               | Sega                                         | EU, AUS                         | 2     | No   | Yes         |
| World Tour Soccer: Challenge Edition World Tour Soccer                   | 14 mars 2005      | SCE London Studio               | SCEA                                         | NA, EU                          | 2     | No   | No          |
| World Tour Soccer 06 World Tour Soccer 2                                 | 23 juni 2006      | SCE London Studio               | SCEA                                         | NA                              | 2-4   | No   | Yes         |
| Worms: Open Warfare                                                      | 22 mars 2006      | Team17                          | THQ                                          | NA, EU                          | 2-4   | No   | No          |
| Worms: Open Warfare 2                                                    | 30 augusti 2007   | Team17                          | THQ                                          | AUS, EU, NA                     | 2-4   | 2-4  | No          |
| WRC: World Rally Championship                                            | 18 november 2005  | Traveller's Tales               | Namco Bandai Games                           | EU, NA, JP                      | 2-8   | No   | No          |
| WSC Real 08: World Snooker Championship                                  | 11 juli 2008      | Blade Interactive               | Koch Media                                   | AUS, EU                         | No    | No   | No          |
| WTF: Work Time Fun                                                       | 22 december 2005  | SCE Japan Studio                | D3 Publisher                                 | JP, NA                          | 2-8   | 2-8  | Yes         |
| WWE All Stars                                                            | 29 mars 2011      | THQ                             | THQ                                          | NA, EU                          | ?     | ?    | ?           |
| WWE SmackDown! vs. Raw 2006                                              | 13 december 2005  | Yuke's                          | THQ                                          | NA, EU, JP                      | 2-4   | No   | No          |
| WWE SmackDown vs. Raw 2007                                               | 6 december 2006   | Yuke's                          | THQ                                          | NA, EU, AUS, JP                 | 2-4   | No   | No          |
| WWE SmackDown vs. Raw 2008                                               | 9 november 2007   | Yuke's                          | THQ                                          | EU, NA, AUS                     | 2-4   | No   | No          |
| WWE SmackDown vs. Raw 2009                                               | 6 november 2008   | Yuke's                          | THQ                                          | AUS, EU, NA                     | 2-4   | No   | No          |
| WWE SmackDown vs. Raw 2010                                               | 20 oktober 2009   | Yuke's                          | THQ                                          | NA, AUS, EU                     | 2-4   | No   | No          |
| WWE SmackDown vs. Raw 2011                                               | 29 oktober 2010   | Yuke's                          | THQ                                          | AUS, EU, NA                     | 2-4   | No   | No          |
| WWII: Battle Over The Pacific                                            | 9 maj 2008        | Midas Interactive Entertainment | Midas Interactive Entertainment              | EU, AUS                         | No    | No   | No          |
| X-Men Legends II: Rise of Apocalypse                                     | 18 oktober 2005   | Vicarious Visions               | Activision                                   | NA, EU                          | 2-4   | 2-4  | No          |
| X-Men Origins: Wolverine                                                 | 29 april 2009     | Raven Software                  | Activision                                   | AUS, NA, EU                     | No    | No   | No          |
| Xiaolin Showdown                                                         | 14 november 2006  | Bottlerocket Entertainment      | Konami                                       | NA, AUS, EU                     | 2-4   | No   | No          |
| Xyanide Resurrection                                                     | 31 augusti 2007   | Playlogic Game Factory          | Playlogic Entertainment                      | EU, JP                          | 2     | No   | No          |
| Ys Seven                                                                 | 16 september 2009 | Nihon Falcom                    | Nihon Falcom / XSEED Games                   | JP, NA                          | ?     | ?    | ?           |
| Ys: The Ark of Napishtim                                                 | 19 januari 2006   | Konami                          | Konami                                       | JP, NA, EU, AUS                 | No    | No   | No          |
| Ys: The Oath in Felghana                                                 | 22 april 2010     | Nihon Falcom                    | Nihon Falcom / XSEED Games                   | JP, NA                          | ?     | ?    | ?           |
| Yu-Gi-Oh! GX Tag Force                                                   | 14 september 2006 | Konami                          | Konami                                       | JP, NA, EU, AUS                 | 2     | No   | No          |
| Yu-Gi-Oh! GX Tag Force 2                                                 | 18 september 2007 | Konami                          | Konami                                       | NA, JP, EU                      | 2-4   | No   | No          |
| Yu-Gi-Oh! GX Tag Force 3                                                 | 27 november 2008  | Konami                          | Konami                                       | JP, EU, AUS                     | 2-4   | No   | No          |
| Yu-Gi-Oh! 5D's Tag Force 4                                               | 19 november 2009  | Konami                          | Konami                                       | JP, EU, AUS                     | 2-4   | No   | No          |
| Zendoku                                                                  | 20 april 2007     | Zoonami                         | Eidos Interactive                            | EU, AUS                         | 2     | No   | Yes         |
| Zombie Tycoon                                                            | 29 oktober 2009   | Frima Studio                    | Sony                                         | NA, EU                          | N/C   | N/C  | N/C         |
| Zwei!!                                                                   | 11 december 2008  | Nihon Falcom                    | Nihon Falcom                                 | JP                              | ?     | ?    | ?           |
| Z.H.P. Unlosing Ranger VS. Darkdeath Evilman                             | 11 mars 2010      | Nippon Ichi                     | Nippon Ichi                                  | JP, NA, EU                      | ?     | ?    | ?           |